# Exposición Internacional de Barcelona (1929)
La Exposición Internacional de Barcelona tuvo lugar del 20 de mayo de 1929 al 15 de enero de 1930 en Barcelona (España). Celebrada en la montaña de Montjuic, se desarrolló en una superficie de 118 hectáreas y tuvo un coste de 130 millones de pesetas. Entre la veintena europea de naciones que oficialmente participaron estaban países como Alemania, Bélgica, Dinamarca, Francia, Hungría, Italia, Noruega, Rumanía y Suiza. También participaron expositores privados japoneses y estadounidenses.
En Barcelona se guardaba un grato recuerdo de la Exposición Universal de 1888, que supuso un gran avance para la ciudad en el terreno económico y tecnológico, así como la remodelación del parque de la Ciudadela. Por eso se proyectó esta nueva exposición para dar a conocer los nuevos adelantos tecnológicos y proyectar la imagen de la industria catalana en el exterior. De nuevo, la exposición originó una remodelación de una parte de la ciudad, en este caso la montaña de Montjuic, así como de sus zonas colindantes, especialmente la plaza de España.
La Exposición supuso un gran desarrollo urbanístico para Barcelona, así como un banco de pruebas para los nuevos estilos arquitectónicos gestados a principios del siglo XX; a nivel local, representó la consolidación del novecentismo, estilo de corte clásico que sustituyó al modernismo preponderante en Cataluña durante la transición de siglo; además, supuso la introducción en España de las corrientes de vanguardia internacionales, especialmente el racionalismo, a través del Pabellón de Alemania de Ludwig Mies van der Rohe. La Exposición dejó numerosos edificios e instalaciones, algunos de los cuales se han convertido en emblemas de la ciudad, como el Palacio Nacional, la Fuente Mágica, el Teatro Griego, el Pueblo Español y el Estadio Olímpico.

## Origen de la Exposición

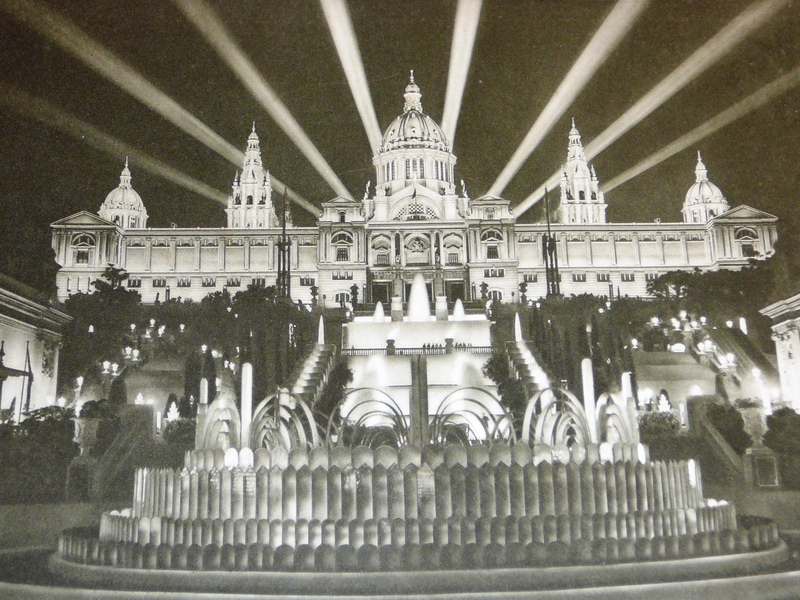
Vista del Palacio Nacional con los proyectores al fondo

La idea de una nueva exposición comenzó a gestarse en 1905, promovida por el arquitecto Josep Puig i Cadafalch, como una forma de llevar a cabo el nuevo Plan de Enlaces diseñado por Léon Jaussely. Inicialmente se pensó que el recinto de la exposición estuviese en la zona del Besós, pero en 1913 se decidió su ubicación definitiva en Montjuic. Debido al auge de la industria eléctrica desde finales del siglo XIX se pensó realizar una Exposición de Industrias Eléctricas, prevista inicialmente para 1917, aunque se retrasó debido a la Primera Guerra Mundial. 
El proyecto de Puig i Cadafalch recibió el respaldo de la institución empresarial Fomento del Trabajo Nacional, especialmente de Francesc d’Assís Mas, uno de sus dirigentes, que se encargó de las negociaciones con los diversos organismos oficiales implicados en el proyecto. Así, en 1913 se creó una comisión mixta para la organización del evento, formada por representantes del Fomento Nacional del Trabajo y del Ayuntamiento, siendo nombrados comisarios de la organización Josep Puig i Cadafalch, Francesc Cambó y Juan Pich y Pon.
En 1915 se presentó un primer anteproyecto a cargo de Puig i Cadafalch, que se dividió en tres proyectos más concretos, cada uno encargado a un equipo de arquitectos: Puig i Cadafalch —con Guillem Busquets— se reservó la parte baja de la montaña, destinada a la Sección Oficial; Lluís Domènech i Montaner y Manuel Vega y March se encargaron de la parte alta de la montaña, destinada a Sección Internacional; y Enric Sagnier y Augusto Font Carreras desarrollaron el sector de Miramar, destinado a una posible Sección Marítima del certamen que finalmente no se llevó a cabo.

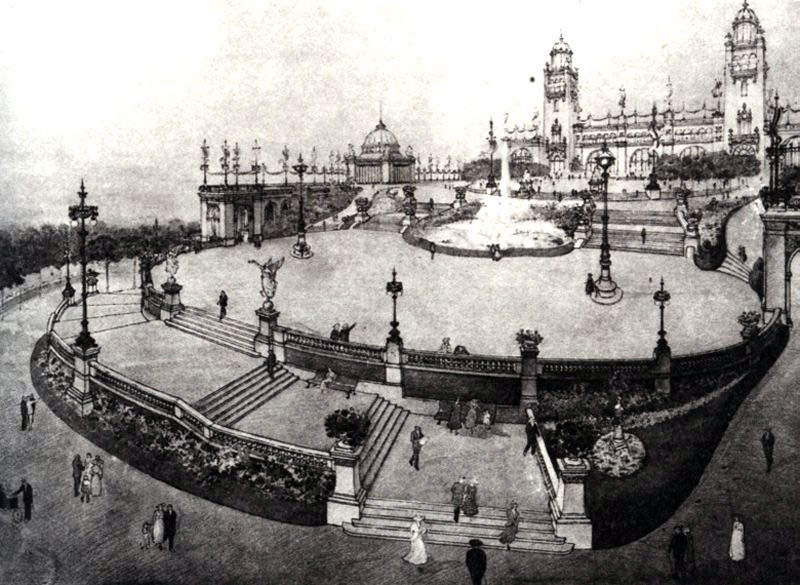
Proyecto de Miramar, de Enric Sagnier i Villavecchia y Augusto Font Carreras

La primera dificultad fue la consecución de los terrenos, ya que para la exposición hacían falta al menos 110 hectáreas, y el Ayuntamiento de Barcelona solo poseía 26 en 1914. Se tuvo que recurrir a la expropiación de terrenos, conforme a una ley de 1879 para la expropiación de terrenos con fines públicos. En 1917 comenzaron las obras de urbanización de la montaña de Montjuic, a cargo del ingeniero Mariano Rubió y Bellver. El proyecto de ajardinamiento corrió a cargo de Jean-Claude Nicolas Forestier, que contó con la colaboración de Nicolás María Rubió y Tudurí; realizaron un conjunto de marcado carácter mediterráneo, de gusto clasicista, combinando los jardines con la construcción de pérgolas y terrazas. Igualmente, se construyó un funicular para acceder hasta lo alto de la montaña, así como un transbordador aéreo para acceder a la misma desde el puerto de Barcelona, aunque fue inaugurado posteriormente (1931).

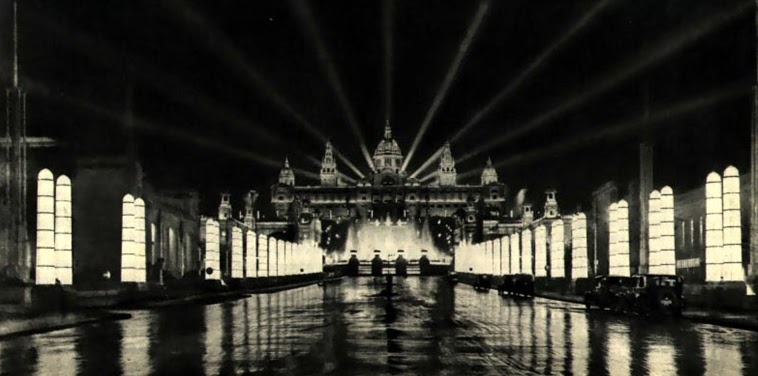
Avenida de la Reina María Cristina

Las obras se retrasaron varios años, siendo finalizadas en 1923; sin embargo, la instauración ese año de la dictadura de Primo de Rivera postergó la celebración del evento, que finalmente se produjo en 1929, coincidiendo con la Exposición Iberoamericana de Sevilla. Asimismo, el paso del tiempo dejó obsoleto el objetivo de dedicar la Exposición a las Industrias Eléctricas, decidiéndose en 1925 que se denominaría Exposición Internacional de Barcelona. El cambio de objetivo hizo que se reorganizase la Exposición dedicándola a tres vertientes: la industria, los deportes y el arte. En este nuevo periodo la organización recayó en manos del marqués de Foronda, siendo nombrado Pere Domènech i Roura director de las obras.

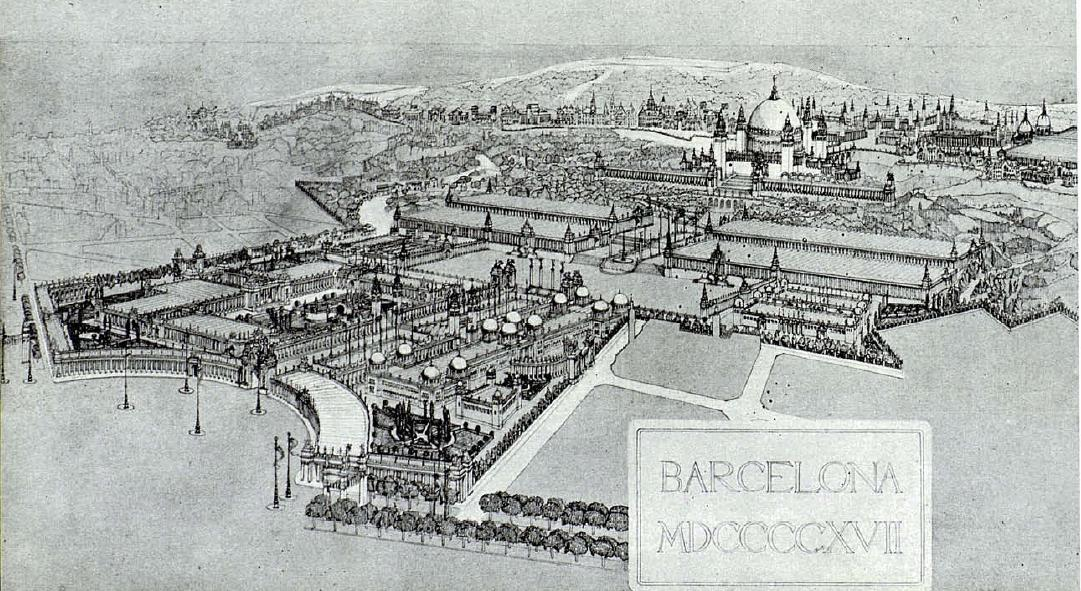
Proyecto de urbanización de Montjuïc de Puig i Cadafalch (1917)

El desarrollo posterior del certamen evidenció una gran variedad estilística en los edificios construidos por diversos arquitectos, algunos fieles al novecentismo imperante en la época, pero otros recurrentes a tendencias historicistas y eclécticas que pervivían desde finales del siglo XIX, con especial influencia del arte barroco español. Pese a esta diversidad, un sello común a todas las construcciones —al menos, las oficiales—, fue un sentido monumental y grandilocuente de concebir la arquitectura. En cambio, en los pabellones privados y de la Sección Internacional se encontraban soluciones más avanzadas, paralelas a las corrientes de vanguardia de la época, principalmente el art déco y el racionalismo, en las que además subyacía la intención de conjugar funcionalismo y estética.
La inauguración, efectuada por el rey Alfonso XIII, se realizó el 19 de mayo de 1929, y contó con la asistencia del presidente del gobierno, Miguel Primo de Rivera, y la de múltiples personalidades del mundo de la política, la economía y la cultura catalanas, encabezados por el alcalde Darío Rumeu y Freixa, barón de Viver, y por Manuel de Álvarez-Cuevas y Olivella, presidente del Comité organizador. Asimismo, asistieron unas 200 000 personas entre el público en general.
La Exposición dejó un saldo final de un déficit de unos 180 millones de pesetas. Su éxito fue relativo: durante su celebración se produjo el célebre crac de la bolsa de Nueva York, el 29 de octubre de 1929, lo que redujo el número de participantes en el certamen. Pese a todo, sí se consiguió un gran éxito a nivel social, con gran afluencia de público, y los logros conseguidos para la ciudad, sobre todo a nivel arquitectónico y urbanístico, hicieron de la Exposición un evento de primera magnitud para la historia de Barcelona.

## El recinto

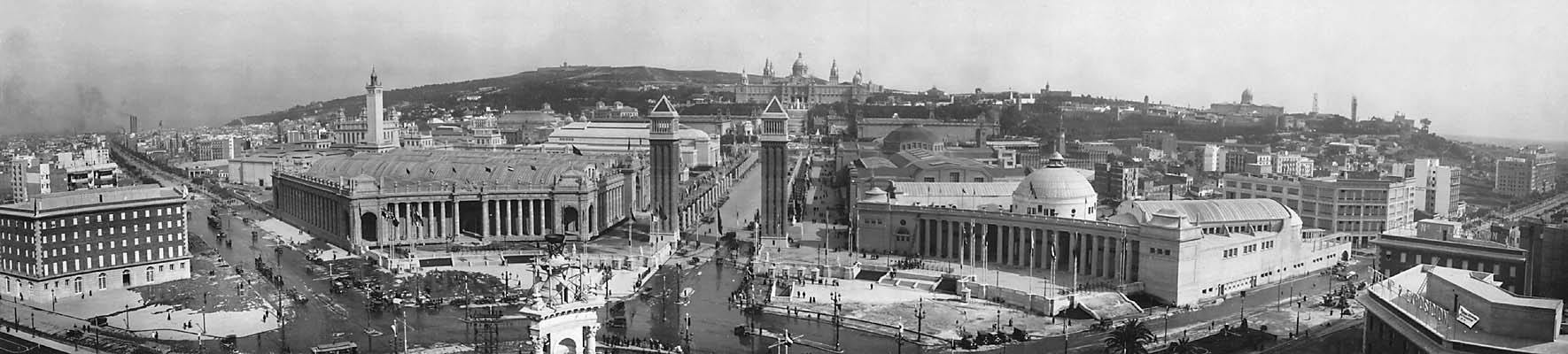
Recinto de la Exposición

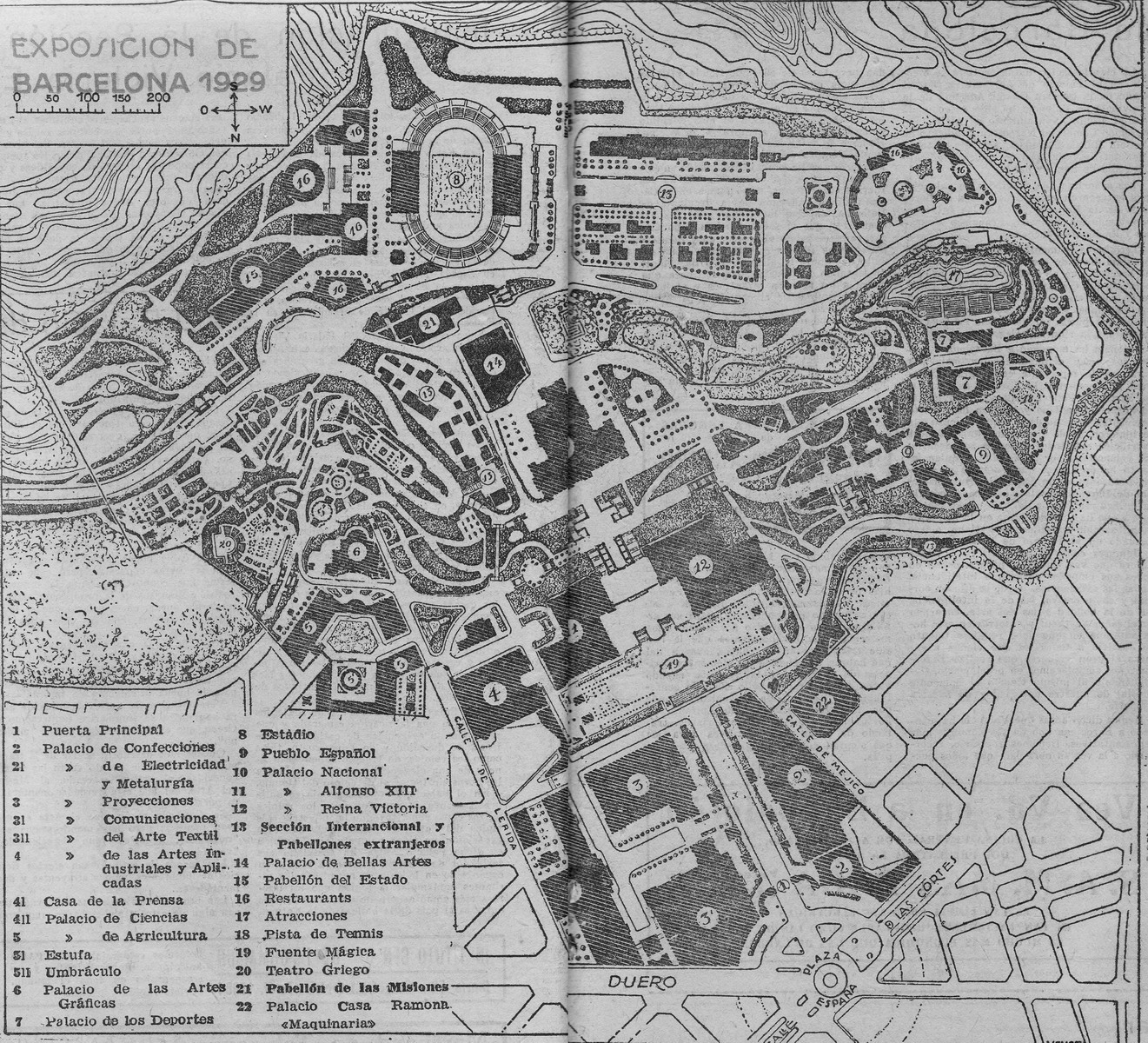
Plano del recinto

El recinto de la Exposición se construyó según el proyecto de Puig i Cadafalch, con dos distintas tipologías de edificios: los palacios, dedicados a las secciones oficiales del certamen, y los pabellones, que representaban países, instituciones o sociedades. El conjunto comenzaba en la plaza de España, donde se construyeron cuatro grandes hoteles para los visitantes, pasando por la avenida de América (actual avenida de la Reina María Cristina), donde se ubicaban los grandes edificios de la Exposición, hasta el pie de la montaña, donde se situó la Fuente Mágica, flanqueada por los palacios de Alfonso XIII y Victoria Eugenia; de aquí partía una escalinata que conducía al Palacio Nacional, la obra más monumental de la Exposición.
La avenida de la Reina María Cristina se decoró con surtidores de agua y columnas de vidrio iluminadas por luz eléctrica, obra de Carles Buïgas, que causaron una gran sensación. A ambos lados de la avenida se encontraban los edificios principales de la Exposición: el Palacio del Vestido, el Palacio de Comunicaciones y Transportes y el Palacio de la Metalurgia, Electricidad y Fuerza Motriz; dicho conjunto arquitectónico constituye actualmente la Feria de Muestras de Barcelona. Junto a la avenida se encontraba la plaza de la Mecánica (actualmente del Universo), en cuyo centro se situaba la Torre de la Luz, una fuente luminosa (Jardín de Agua-Luz), obra de Buïgas, y la escultura El trabajo, de Josep Llimona.

### Plaza de España

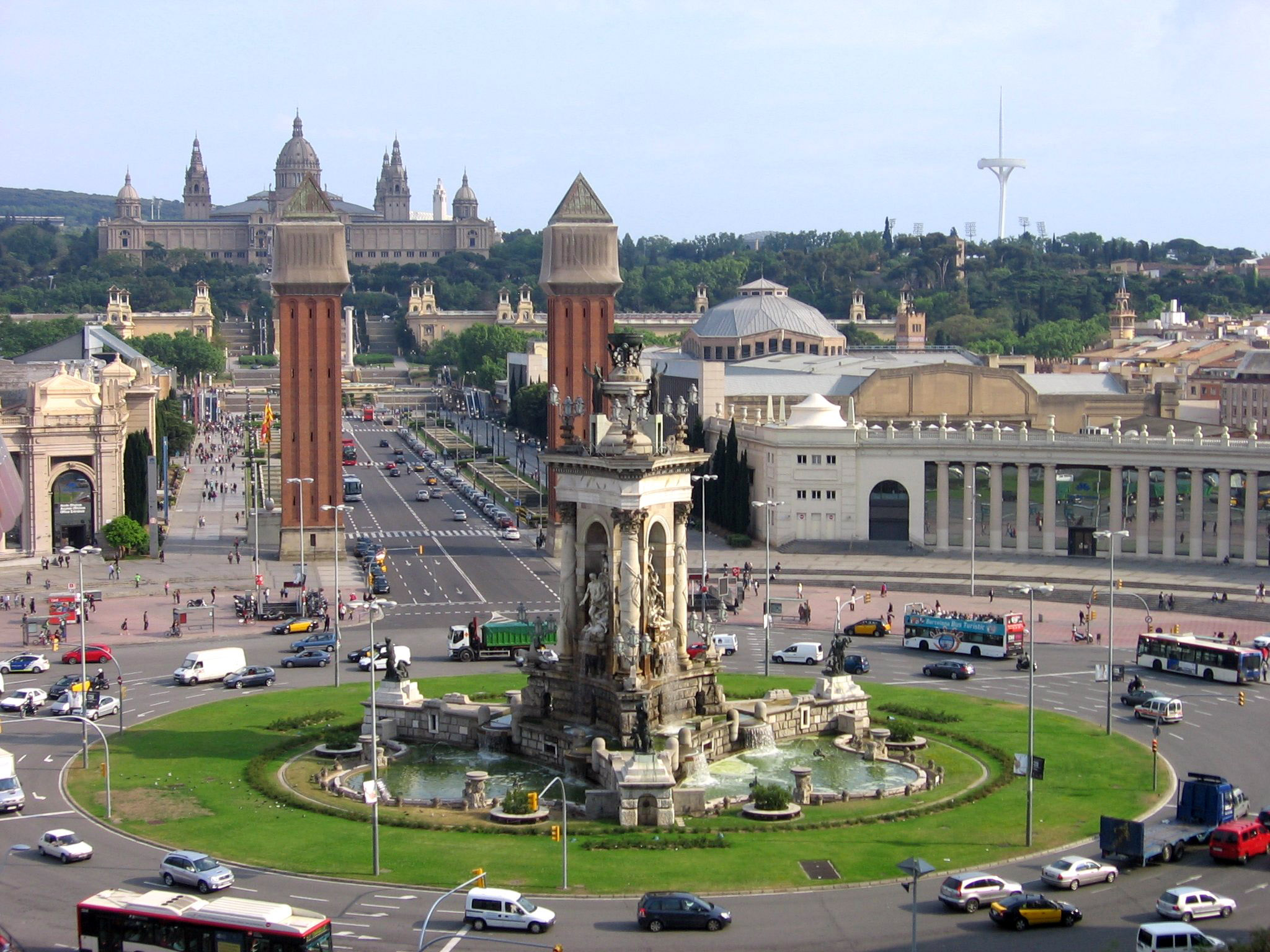
Plaza de España

La plaza de España fue proyectada por Ildefonso Cerdá en su proyecto de Ensanche como vía de comunicación entre Barcelona y las poblaciones del Bajo Llobregat. Después de un primer proyecto para urbanizar la plaza de Josep Amargós (1915), finalmente se encargaron de las obras Josep Puig i Cadafalch y Guillem Busquets, continuadas por Antoni Darder desde 1926. Diseñaron un conjunto monumental de forma circular, en torno a un hemiciclo formado por una columnata de estilo barroco, influenciada en la plaza de San Pedro de la Ciudad del Vaticano de Bernini. En la plaza se construyeron los hoteles de la exposición, obra de Nicolás María Rubió y Tudurí, de los que solo queda en pie el situado entre la Gran Vía y la calle Creu Coberta, actualmente destinado al CEIP "Francesc Macià" y al Instituto Municipal de Educación. 
En el acceso de la plaza que conduce a la avenida de la Reina María Cristina se situaron dos altas torres en forma de campaniles, obra de Ramon Reventós, inspirados en el campanile de San Marcos de Venecia. A los pies de las torres había una balaustrada de acceso al recinto de la Exposición decorada con cuatro esculturas: las Artes y la Industria, de Carles Ridaura; el Comercio, de Enric Monjo; y el Deporte, de Josep Viladomat. Esta balaustrada fue eliminada en los años 1970 durante una reurbanización de la plaza debido a las obras del metro, y junto a ella desaparecieron las estatuas; tan solo se conservó una, la de las Artes —también llamada Mujer con niño—, trasladada a un lugar cercano, en la avenida del Paralelo cerca de la esquina con la calle de Lérida.
En el centro de la plaza —donde anteriormente se encontraba un templete con la cruz de término de la ciudad en la antigua carretera de Madrid, actualmente calle de la Cruz Cubierta— figura una fuente monumental diseñada por Josep Maria Jujol, con una ornamentada decoración escultórica obra de Miguel Blay y los hermanos Miquel y Llucià Oslé. De inspiración clásica, el sentido iconográfico de la obra representa una alegoría poética a España: sobre un estanque de planta triangular se sitúa un edículo con tres nichos con grupos escultóricos que simbolizan los ríos que desembocan en los tres mares que rodean la península ibérica, el Ebro (Mediterráneo), el Guadalquivir y el Tajo (Atlántico) y unas figuras de adolescentes para los ríos del mar Cantábrico, obra de Blay; en los vértices del estanque se sitúan tres grupos que representan los frutos y dones de las aguas: la Abundancia, la Salud Pública y la Pesca y la Navegación, obra de los hermanos Oslé; alrededor del cuerpo central se sitúan tres columnas con diversas figuras y emblemas que simbolizan la Religión (una cruz con Ramon Llull, santa Teresa de Jesús y san Ignacio de Loyola), el Heroísmo (una espada con Don Pelayo, Jaime I de Aragón e Isabel la Católica), y las Artes (un libro con Ausiàs March y Miguel de Cervantes); remata la obra un pebetero de fuego con tres Victorias.

### La Fuente Mágica

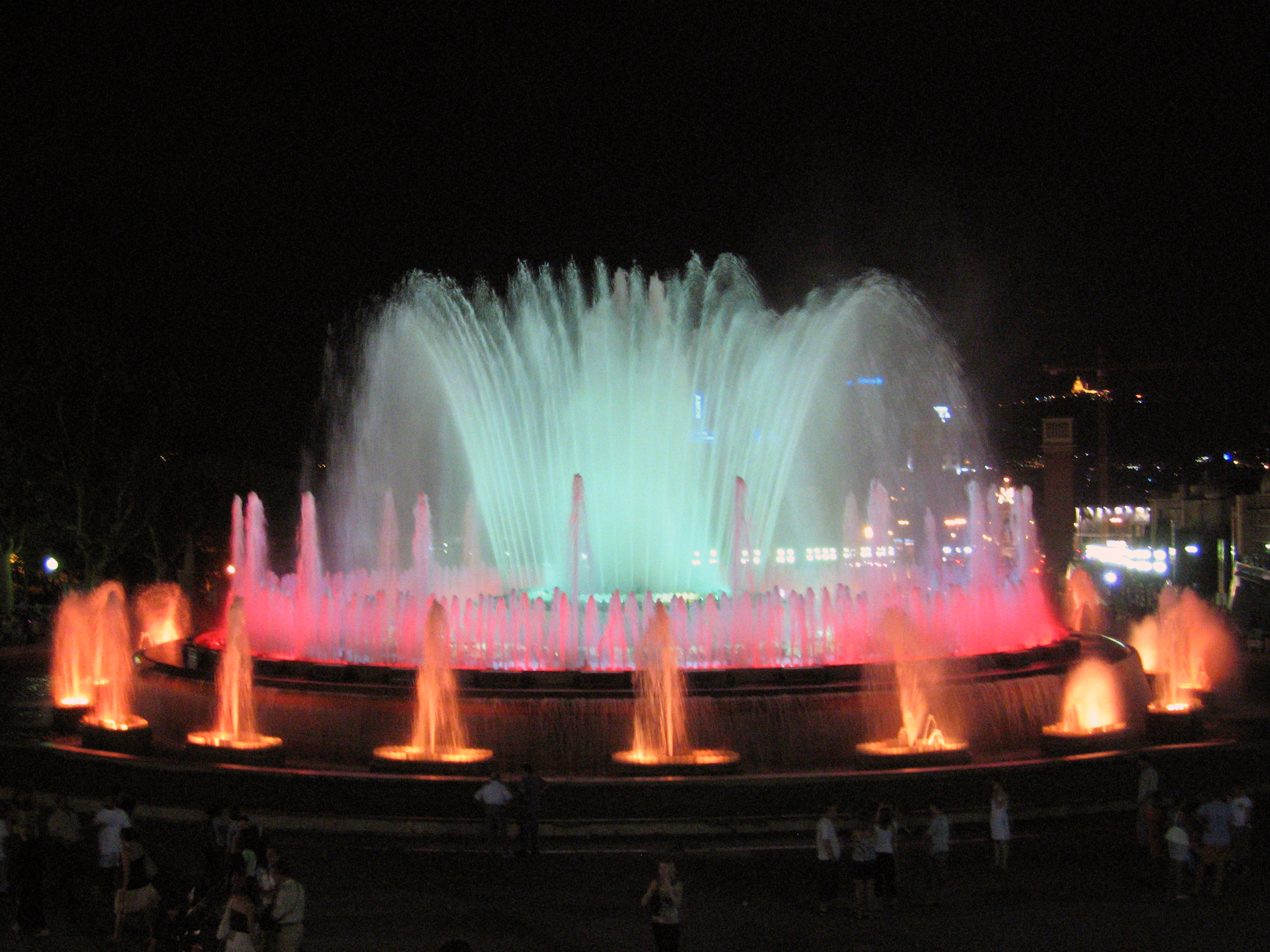
Fuente Mágica de Montjuic

Al final de la avenida y al pie de la montaña se construyó la famosa Fuente Mágica de Montjuic, obra de Carles Buïgas, que asombró al público por su fantástico juego de luces y surtidores de agua; aún hoy es una obra emblemática de la capital catalana, donde suelen celebrarse espectáculos piromusicales en las fiestas de la Mercè y todos los fines de semana del año se ponen en marcha en un recital de agua, luz, color y música (añadida a finales de los años 80). Es de forma elipsoidal, formada por tres estanques concéntricos a distintos niveles, con 65 m de diámetro en su parte más ancha. Accionada por un motor de 1100 CV, tiene un caudal de 2600 l/s, con treinta juegos de agua diferentes, con sus correspondientes coloraciones graduales, basadas en cinco colores: amarillo, azul, verde, rojo y blanco. Fue construida por técnicos de la compañía Westinghouse.
En principio se construyeron en ese lugar cuatro columnas de estilo jónico que simbolizaban la bandera catalana, obra de Puig i Cadafalch, pero el dictador Primo de Rivera las mandó derribar. Con el restablecimiento de la democracia surgieron diversas voces que proponían reconstruir las columnas, proyecto que se llevó a cabo entre 2010 y 2011 por el equipo de arquitectos Rosselló-Sangenís, un poco más arriba de su emplazamiento original. Fueron inauguradas el 27 de febrero de 2011 por el presidente de la Generalidad de Cataluña, Artur Mas, y el alcalde de Barcelona, Jordi Hereu.

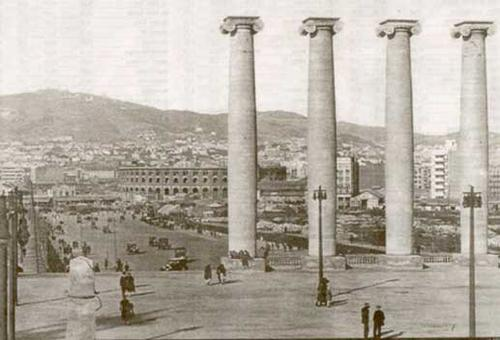
Las antiguas cuatro columnas, derribadas en 1928
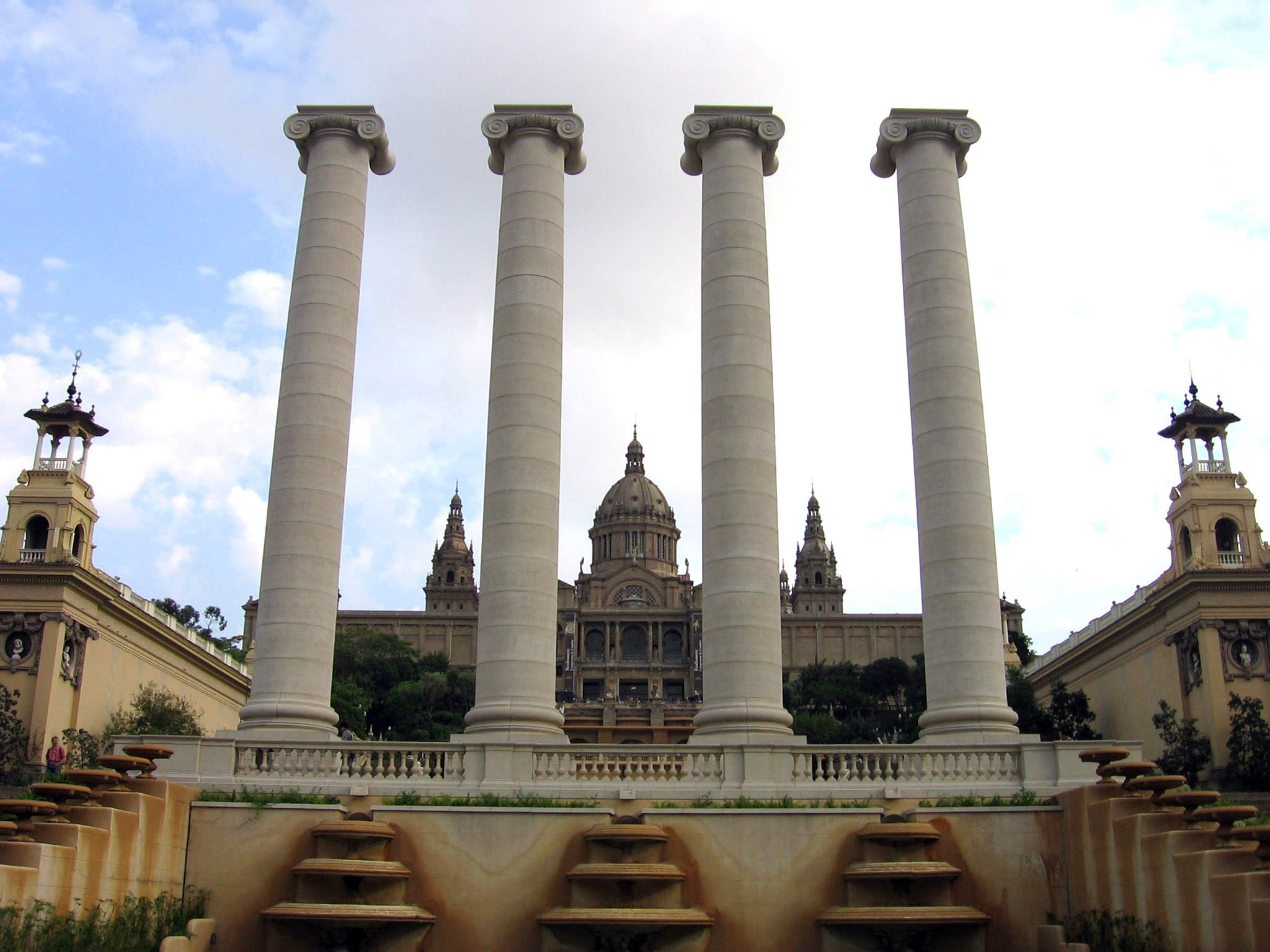
Las columnas reconstruidas en 2011

### Sección Oficial

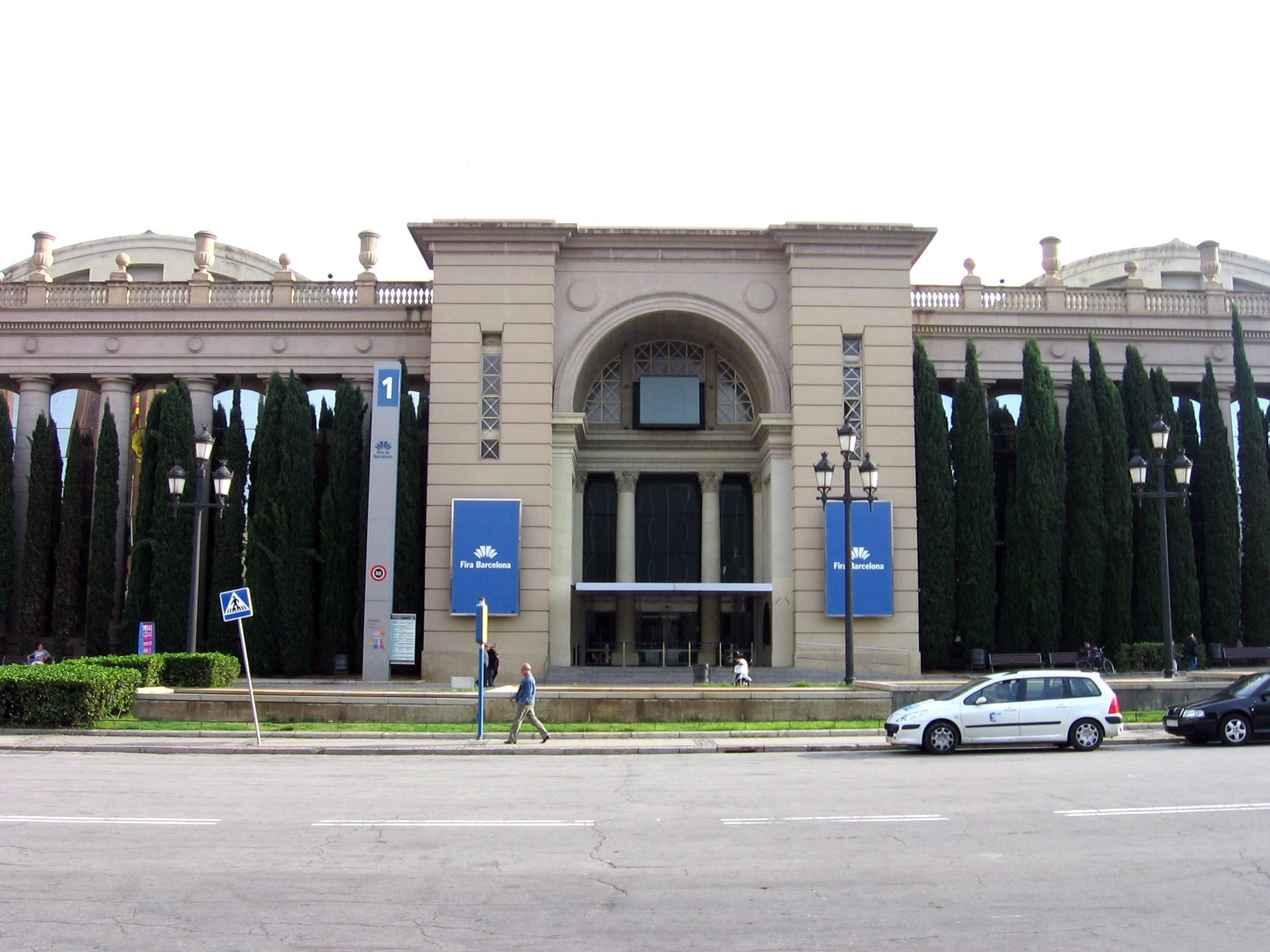
Palacio de Comunicaciones y Transportes

#### Palacio de Comunicaciones y Transportes
Obra de Félix de Azúa y Adolfo Florensa según un proyecto de 1926, presenta una línea de estilo neoclásico inspirado en la arquitectura académica francesa. Era de los edificios más grandes de la Exposición, con una superficie de 16 000 m². Con fachada a la plaza de España y a la avenida de la Reina María Cristina, su estructura está articulada alrededor del hemiciclo con columnata proyectado para la plaza de España. En la parte de la avenida de la Reina María Cristina presenta otra fachada en forma de arco de triunfo rematada con un grupo escultórico donde destaca la figura de una Victoria. En la actualidad forma parte de la Feria de Muestras de Barcelona.

#### Palacio del Vestido (o del Trabajo)
Inicialmente llamado Palacio de la Pedagogía, Higiene e Instituciones Sociales, fue obra de Josep Maria Jujol y Andrés Calzada, situado entre la plaza de España y la avenida de la Reina María Cristina. Con una superficie de 6500 m², como el Palacio de Comunicaciones y Transportes tuvo que adaptar su estructura al hemiciclo con columnata proyectado para la plaza de España, presentando una planta irregular dispuesta alrededor de un espacio central con una gran rotonda rematada por una cúpula de estilo oriental. Este palacio también forma parte de la Feria de Muestras de Barcelona.

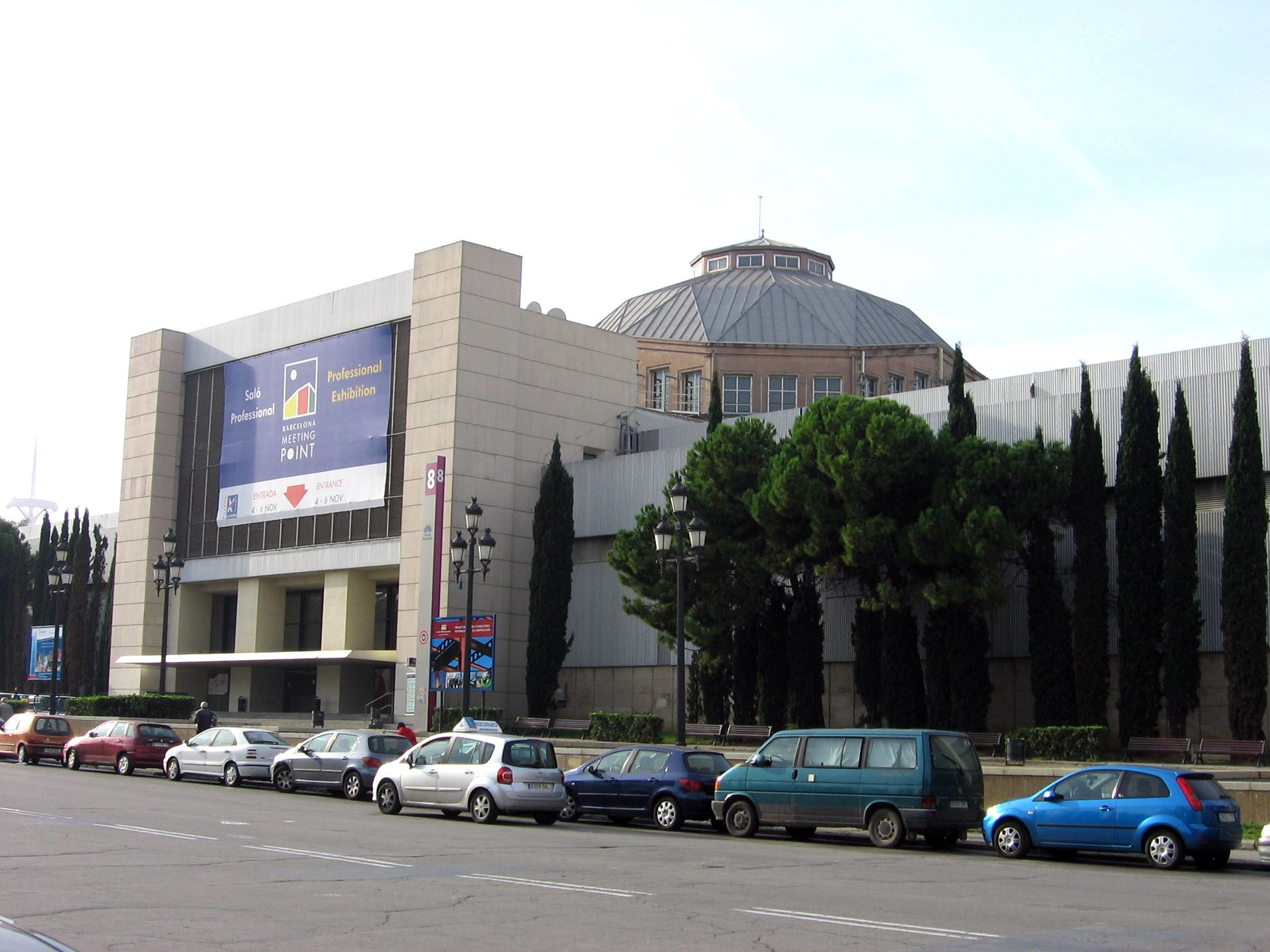
Palacio de la Metalurgia, Electricidad y Fuerza Motriz

#### Palacio de la Metalurgia, Electricidad y Fuerza Motriz
Obra de Amadeu Llopart y Alexandre Soler i March, dispone de una superficie de 16 000 m². De planta rectangular, destaca en la parte central una gran cúpula poliédrica, sobre tambor y con linterna, quizá inspirada en el pabellón de vidrio que Bruno Taut construyó para la Deutscher Werkbund de Colonia (1914). La fachada destaca por un gran frontón clásico decorado con pinturas al fresco de Francesc d'Assís Galí, que también pintó unos plafones para la galería de entrada junto a Josep Obiols y Manuel Humbert. A los lados se sitúan unos torreones con esculturas alegóricas de Enric Casanovas. Este palacio también forma parte de la Feria de Muestras de Barcelona.

#### Palacio del Arte Textil
Obra de Joan Roig y Emili Canosa, estaba situado entre el Palacio de Comunicaciones y Transportes y el de Proyecciones, con entrada por la plaza del Universo. Con una superficie de 20 000 m², estaba dedicado a la industria textil, con casetas de empresas españolas, alemanas, austriacas, francesas, italianas y suizas. Presentaba un cuerpo central de estilo renacentista, mientras que la fachada, de mayor verticalidad, era de estilo neoclásico, con una balaustrada de crestería plateresca y dos torres rematadas por cúpula y linterna. En su interior destacaba el expositor de la seda, promovido por Alemania y diseñado por Ludwig Mies van der Rohe y Lilly Reich, un espacio diáfano de estructura neoplasticista donde, mediante una hábil distribución del espacio, se conseguía el efecto de un espacio abierto por todos sus lados. En su lugar se construyó el Palacio del Cincuentenario, perteneciente a la Feria de Muestras de Barcelona.

#### Palacio de Proyecciones
Obra de Eusebi Bona y Francisco Aznar, se encontraba entre la avenida de la Reina María Cristina, la avenida Rius i Taulet y la plaza del Universo. Con una superficie de 10 000 m², tenía dos plantas, la principal con una gran sala de espectáculos, con escenario y cabina para la proyección de películas, y diversas salas de exposiciones. Del edificio destacaba la fachada, de estilo clásico y monumental, con decoración escultórica de Joan Pueyo: cuatro grupos de cariátides con bisontes, cuatro grupos de esfinges y dos fuentes, realizados en piedra artificial. Derribado tras la Exposición, en su lugar se construyó el actual Palacio de Congresos. Junto a este palacio se encontraban las Oficinas de la Exposición, obra de Juan Bruguera, actualmente un colegio (CEIP Jacint Verdaguer).

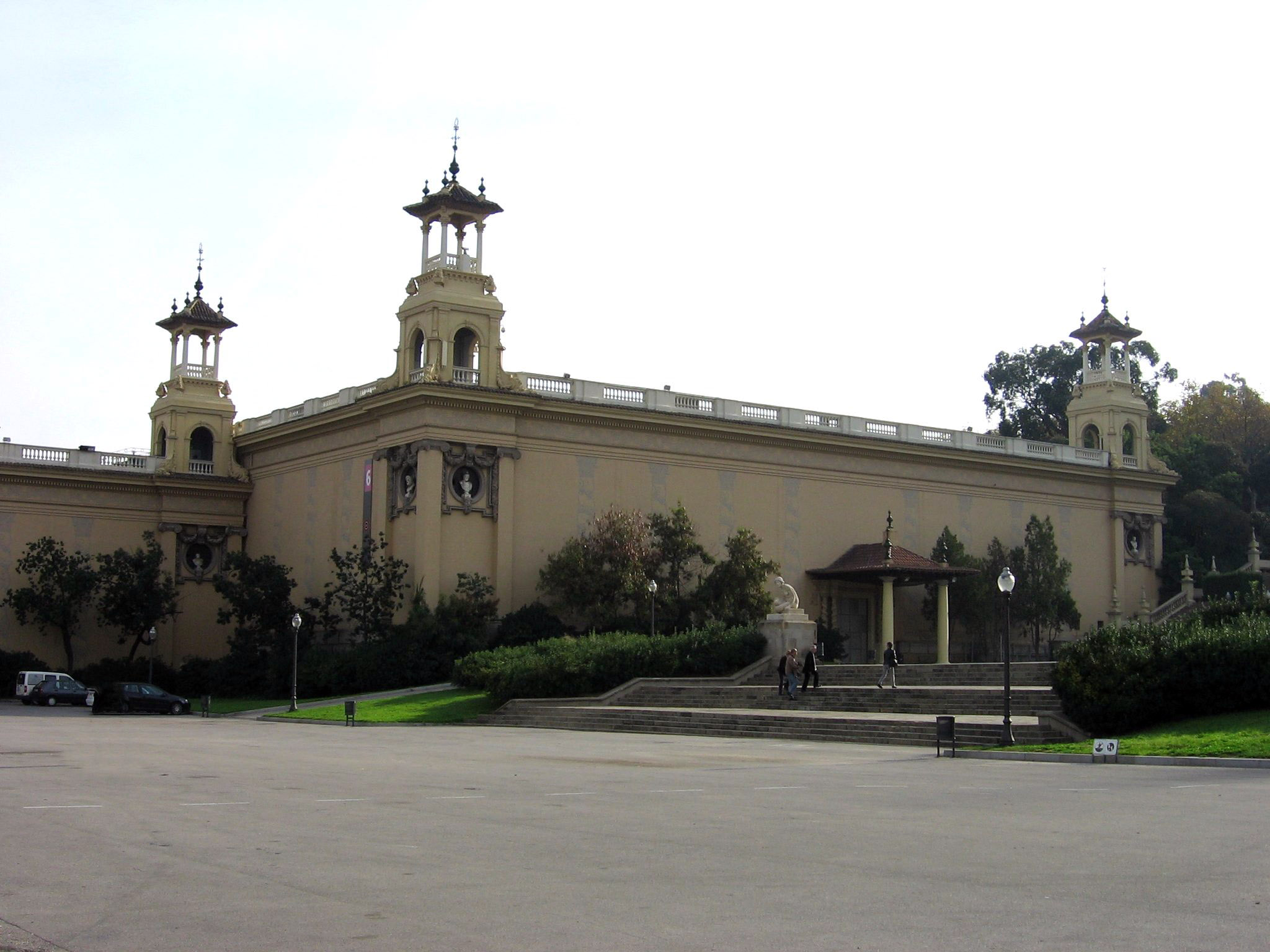
Palacio de Alfonso XIII

#### Palacios de Alfonso XIII y de Victoria Eugenia
Llamados inicialmente del Arte Moderno y de la Arquitectura, son obra de Josep Puig i Cadafalch, situados simétricamente junto a la Fuente Mágica, a los pies del Palacio Nacional. Fueron los primeros edificios en construirse, siendo terminados en 1923, fecha en la que acogieron una Exposición del Mueble y la Decoración interior, como ensayo inicial del posterior evento. Con una superficie de 14 000 m² cada uno, tienen planta rectangular, formada por módulos cuadrangulares dispuestos a modo de retícula. Las fachadas están inspiradas en el barroco catalán, con un conjunto de cuatro torres por edificio, rematadas por unos pináculos de forma piramidal, y decoración de esgrafiados en los muros, representando columnas salomónicas y motivos vegetales. El Palacio de Alfonso XIII se dedicó a la Construcción, mientras que en el de Victoria Eugenia se situaron las representaciones de países que no contaban con pabellón propio.

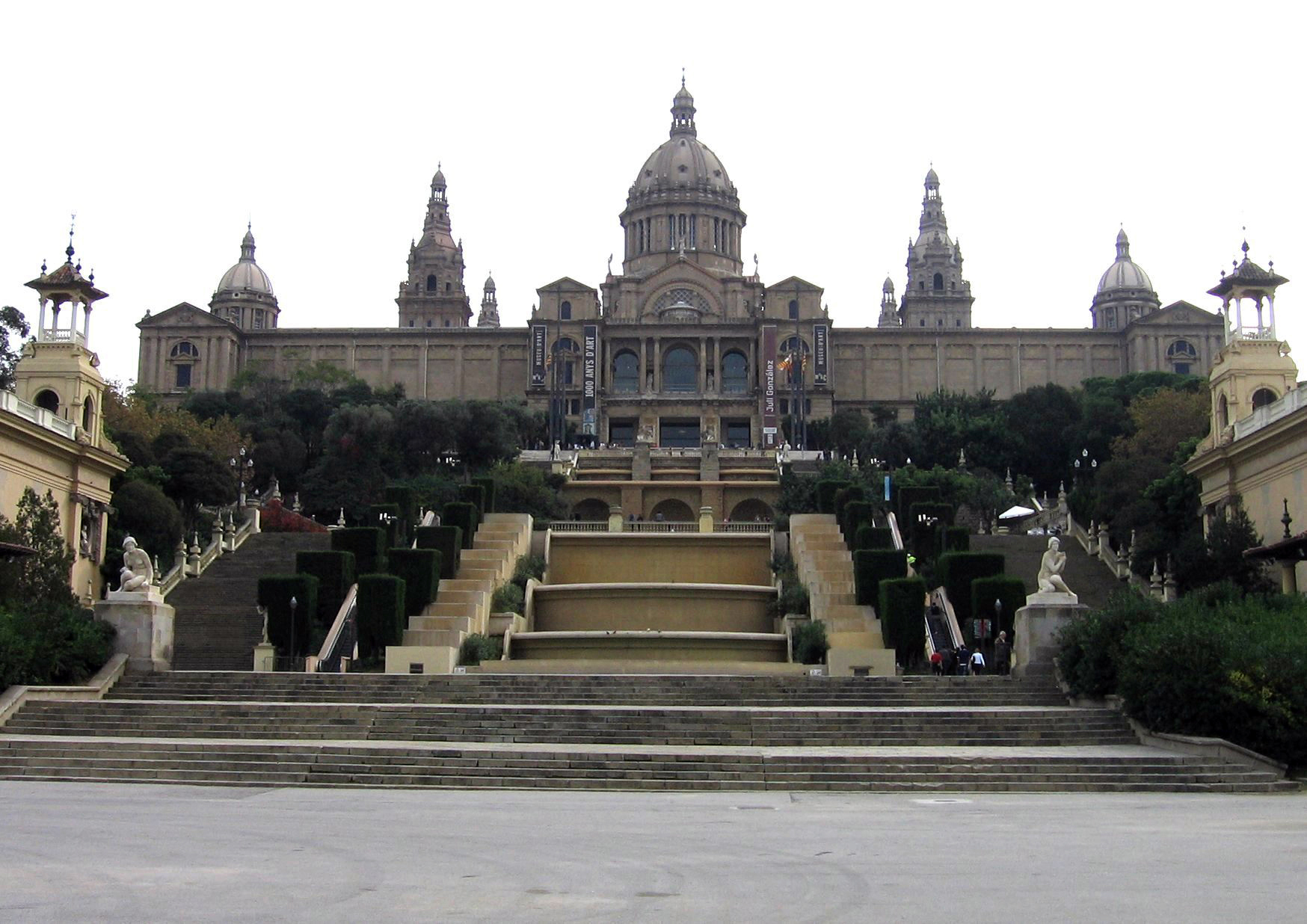
El Palacio Nacional, actual Museo Nacional de Arte de Cataluña

#### Palacio Nacional
Edificio principal de la Exposición, fue obra de Eugenio Cendoya y Enric Catà, bajo la supervisión de Pere Domènech i Roura, desestimando el proyecto inicial de Puig i Cadafalch y Guillem Busquets. Construido entre 1926 y 1929, tiene una superficie de 32 000 m². De estilo clasicista inspirado en el Renacimiento español, tiene planta rectangular con dos cuerpos laterales y uno posterior cuadrado, con una gran cúpula elíptica en la parte central. Las cascadas y surtidores de la escalinata del Palacio fueron obra nuevamente de Carles Buïgas, y se colocaron nueve grandes proyectores que aún hoy emiten unos intensos haces de luz que escriben el nombre de la ciudad en el cielo. En su Salón Oval se efectuó la ceremonia de inauguración, presidida por Alfonso XIII y la reina Victoria Eugenia. El Palacio Nacional se dedicó a una exposición de arte español con más de 5000 obras procedentes de todo el territorio del estado. En su decoración —de estilo novecentista, contrariamente al clasicismo de la obra arquitectónica—, intervinieron diversos artistas, como los escultores Enric Casanovas, Josep Dunyach, Frederic Marès y Josep Llimona, y los pintores Francesc d'Assís Galí, Josep de Togores, Manuel Humbert, Josep Obiols, Joan Colom y Francesc Labarta. Desde 1934 acoge el Museo Nacional de Arte de Cataluña.

#### Pabellón de Barcelona
Obra de Josep Goday, de estilo novecentista, contenía la representación oficial de la ciudad anfitriona. Situado entre la plaza de los Bellos Oficios (hoy de Carles Buïgas), la avenida de la Técnica (actual calle de la Guardia Urbana), la avenida Rius i Taulet y el Palacio de Alfonso XIII, tenía una superficie de 2115 m². De planta rectangular, se construyó en ladrillo y piedra de Montjuic, con una fachada de estilo clásico con arquerías y esculturas, obra de Frederic Marès, Pere Jou y Eusebi Arnau. En la actualidad es la sede de la Guardia Urbana de Barcelona, junto con el Palacio de la Prensa.

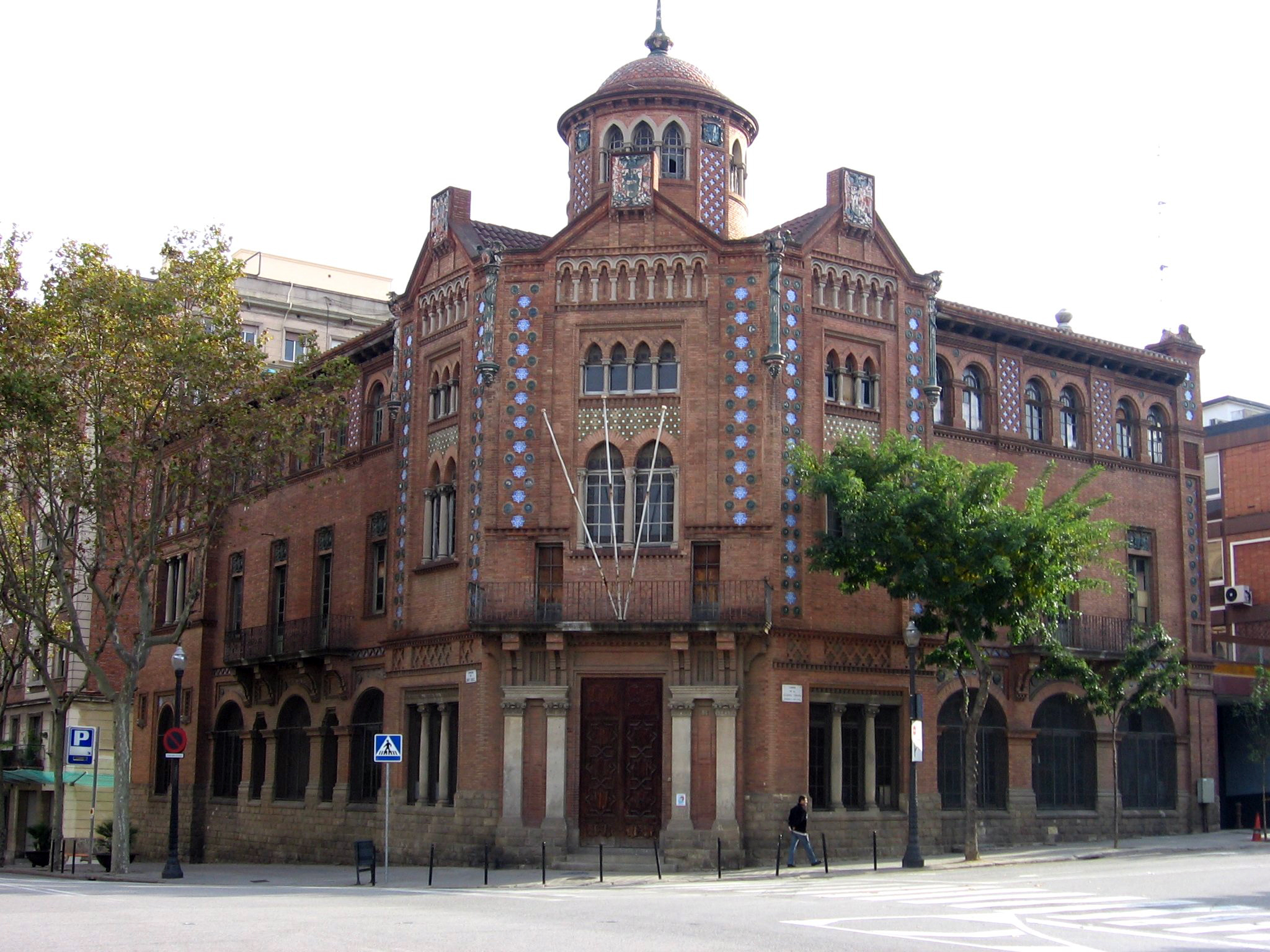
Palacio de la Prensa

#### Palacio de la Prensa
Dedicado a las revistas y diarios publicados en la época en Barcelona, fue obra de Pere Domènech i Roura. Situado en la avenida Rius i Taulet, actualmente es sede de la Guardia Urbana de Barcelona. Con una superficie de 600 m², tiene sótano y tres plantas, con una concepción historicista mezcla de diversos estilos: neomudéjar, neorrománico, neogótico, etc. Domènech utilizó diversos elementos de corte modernista, seguramente por influencia de su padre, Lluís Domènech i Montaner, como el uso de ladrillos caravista, hierro y cerámica.

#### Palacio de las Artes Decorativas y Aplicadas
Situado entre la calle Lérida y la avenida de la Técnica, fue obra de Manuel Casas y Manuel Puig, con una superficie de 12 000 m². La planta se articulaba alrededor de un patio central, cubierto por una estructura de cristal de forma rectangular; el resto del edificio evocaba al barroco francés, con un aire de gran monumentalidad. La fachada presentaba un juego de volúmenes entrantes y salientes, donde destacaban dos grandes torres rematadas con cúpula y linterna. En su lugar se construyó en 1955 el Palacio de los Deportes de Barcelona, actual Teatro Musical.

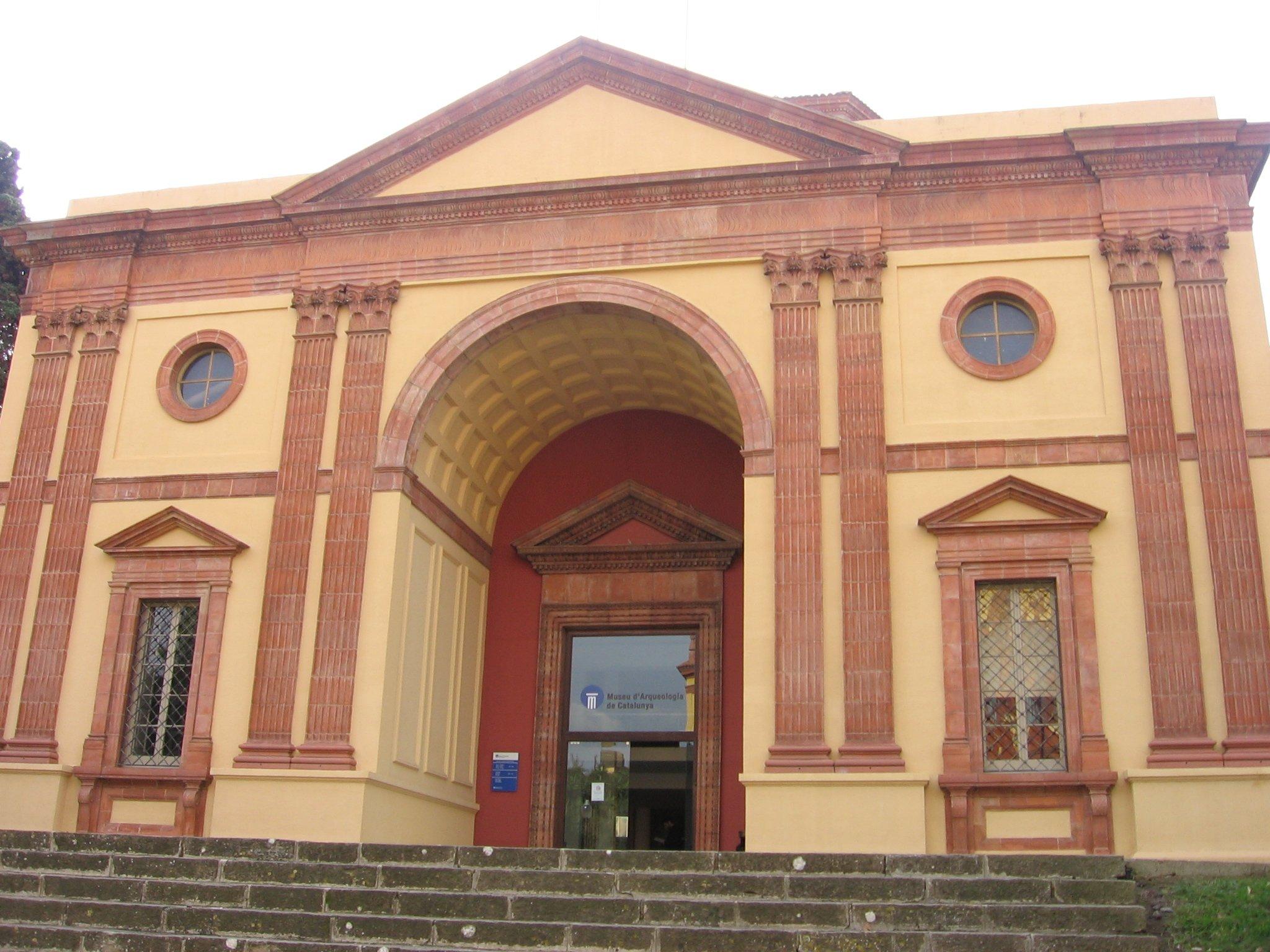
Palacio de las Artes Gráficas

#### Palacio de las Artes Gráficas
Situado en el Paseo de Santa Madrona, fue obra de Raimundo Durán y Pelayo Martínez, de estilo novecentista con influencia del Renacimiento italiano, especialmente de Brunelleschi, Bramante y Palladio. Con una superficie de 4000 m², estaba dedicado a las artes gráficas, especialmente la impresión de libros. Presenta un acceso con escalinata y dos rampas laterales para vehículos, con una fachada formada por galerías porticadas, con unos templetes laterales y un tambor central sobre el que se eleva una cúpula. De nuevo destacó el expositor alemán, obra de Mies van der Rohe y Lilly Reich, compuesto por vitrinas de formas geométricas. Desde 1935 alberga el Museo de Arqueología de Cataluña.

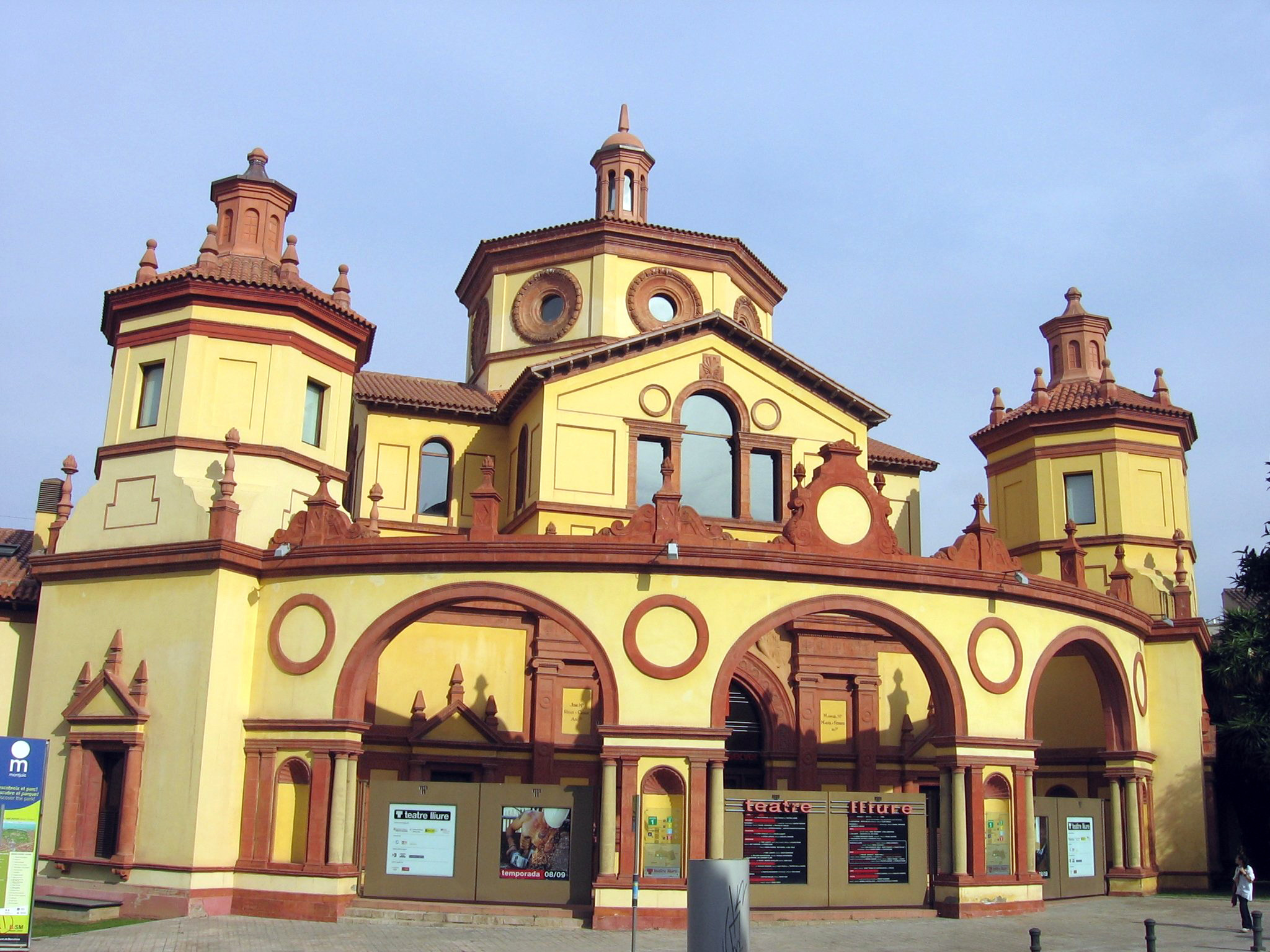
Palacio de la Agricultura

#### Palacio de la Agricultura
Obra de Josep Maria Ribas y Manuel Maria Mayol, se sitúa entre el Paseo de Santa Madrona y la calle Lérida. Con una superficie de 16 000 m², se articula alrededor de un patio central y presenta cinco naves rectangulares y dos galerías porticadas. Influenciado en el Renacimiento italiano —especialmente lombardo—, las diversas fachadas de los módulos están recubiertas de estuco y cerámica, y presentan diversas torres octogonales y arquerías triples. Actualmente es conocido como «Mercat de les Flors» (Mercado de las Flores) y está ocupado por la Ciudad del Teatro, que comprende el Instituto del Teatro, la Fundación Teatre Lliure, el Teatro Municipal Mercat de les Flors y el Teatro Fabià Puigserver.

#### Pabellón de España
Obra de Antoni Darder, con una superficie de 4500 m², estaba destinado a la representación del Gobierno y los distintos ministerios. Presentaba un cuerpo central y dos laterales simétricos, con torreones en los extremos, de inspiración plateresca, con arcos de medio punto y columnas de orden corintio. Fue derribado tras la Exposición.

#### Palacio de las Diputaciones
Obra de Enric Sagnier, se encontraba entre la avenida del Marqués de Comillas y la de Montanyans, frente a la plaza de la Hidráulica (actualmente de Sant Jordi) —donde se colocó la fuente de Ceres y una escultura ecuestre de San Jorge de Josep Llimona—. Con una superficie de 2350 m², estaba dedicado a la representación de las diputaciones provinciales españolas. De estilo gótico-plateresco, la fachada principal tenía forma cóncava, con una torre central y dos cuerpos laterales simétricos con una crestería almenada, rematados en sus extremos por torreones. En la fachada figuraban el escudo real y los de Cataluña, León y Barcelona.

#### Palacio de la Química

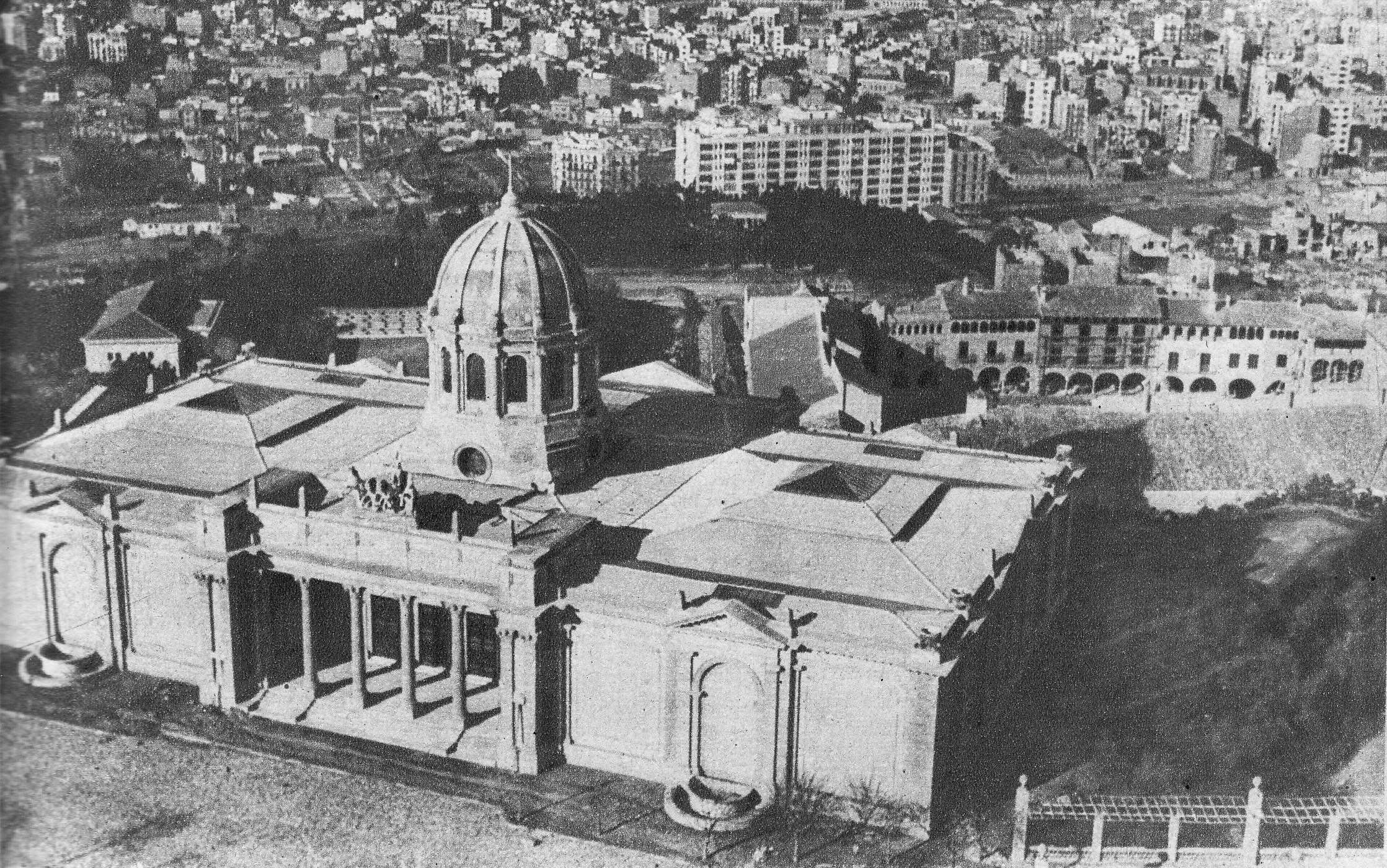
Palacio de la Química

Obra de Antoni Sardà, estaba destinado a mostrar material deportivo, pero en el último momento se cambió su función para dedicarlo a la industria química. Con una superficie de 4500 m², se encontraba en la avenida de Montanyans, junto al Palacio de las Diputaciones. De estilo clásico, la fachada principal estaba dividida en tres secciones, la central con una columnata de acceso y una cúpula nervada sobre un tambor decagonal. Desde 1932 hasta 1962 —en que fue destruido por un incendio— fue sede de los Estudios Cinematográficos Orphea.

#### Pabellón Real
Conocido actualmente como Palacio de Albéniz, albergaba la representación de la Casa Real española. Situado cerca del Estadio, en medio de unos amplios jardines, fue obra de Juan Moya, de estilo barroco inspirado en la arquitectura palaciega francesa del siglo XVIII. La decoración interior es de estilo imperio, destacando unos tapices diseñados por Francisco de Goya y una sala de espejos copiada de Versalles. Ampliado en 1970 y decorado con pinturas de Salvador Dalí, se emplea actualmente en ciertas ceremonias y actos públicos.

#### Palacio del Arte Moderno
Obra de Antoni Darder de 1927, tenía una superficie de 5000 m², situado entre el Pabellón Real y el Palacio de las Misiones. Formaba parte de la sección «El Arte en España», albergando colecciones de pintura, escultura, dibujo y grabado del siglo XIX. De planta rectangular, la fachada principal tenía un cuerpo central y dos laterales simétricos, con una estructura central en forma de arquería de medio punto que recordaba la obra del arquitecto italiano Filippo Juvara.

#### Palacio de las Misiones
Obra de Antoni Darder, tenía una superficie de 5000 m², dedicados a dar a conocer la labor de las instituciones misioneras, que prepararon stands con maniquíes que reproducían escenas de costumbres y de labor misional. La fachada principal estaba inspirada en las iglesias románicas, con arcos de medio punto confeccionados con dovelas, ventanas alargadas y estrechas y un remate de forma pentagonal. El edificio era de planta rectangular, con una cúpula octogonal inspirada en el Renacimiento italiano. Durante la Guerra Civil sirvió como prisión, y posteriormente fue un refugio de indigentes y reclusión de inmigrantes pobres, principalmente andaluces, a espera de su expulsión a sus lugares de origen. Finalmente fue derribado en 1969.

#### Palacio Meridional
Obra de Antoni Millàs, se encontraba en la avenida Internacional (actual avenida del Estadio). Con una superficie de 26 000 m², tenía planta rectangular formada por tres naves cubiertas por módulos cuadrados con aperturas en forma de claraboyas. Estaba situado en un terreno inicialmente previsto para instalar un campo de aviación, que finalmente no se construyó.

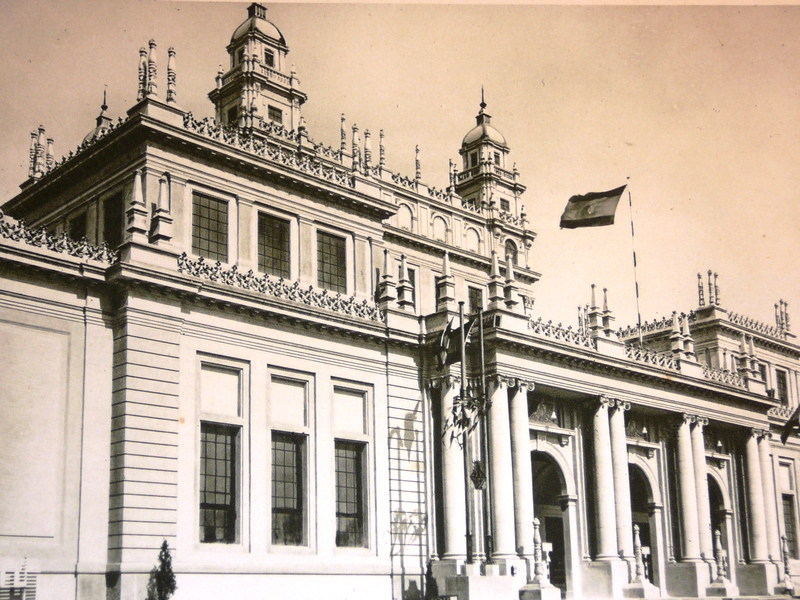
Palacio del Arte Textil
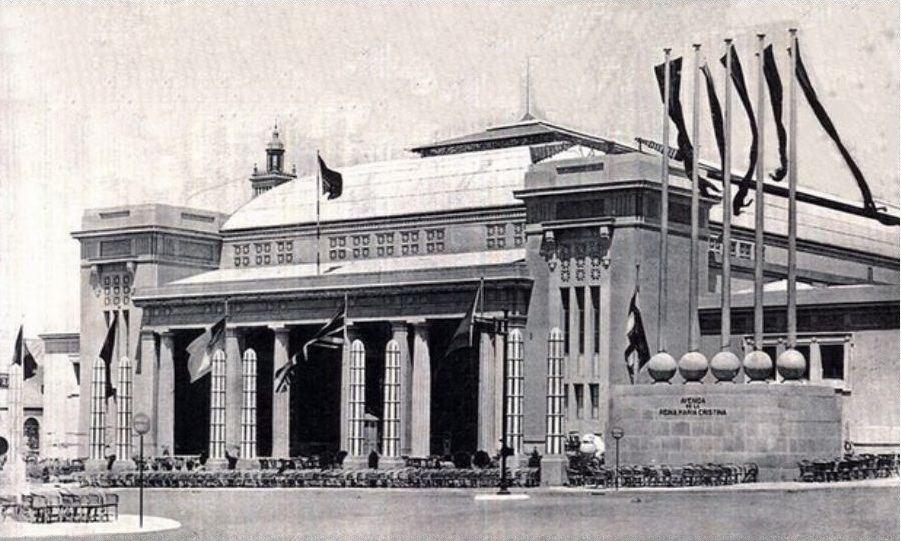
Palacio de Proyecciones
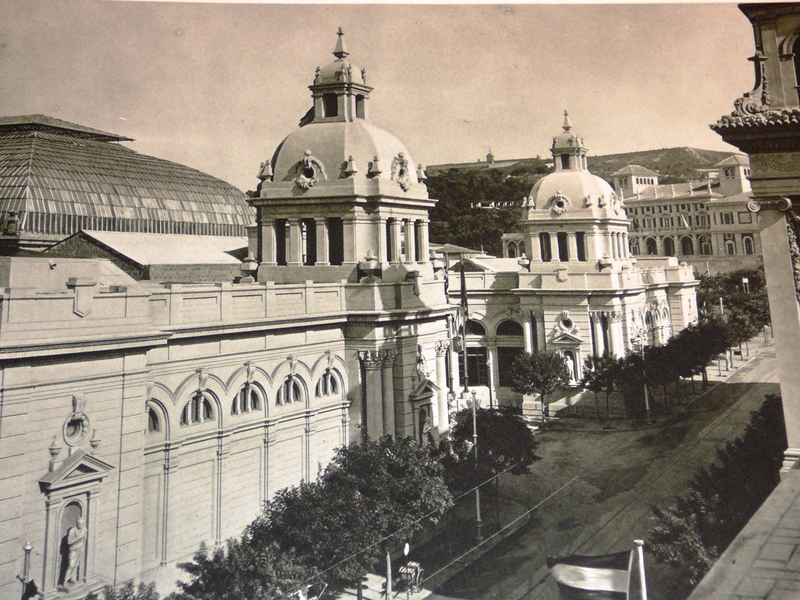
Palacio de las Artes Decorativas y Aplicadas
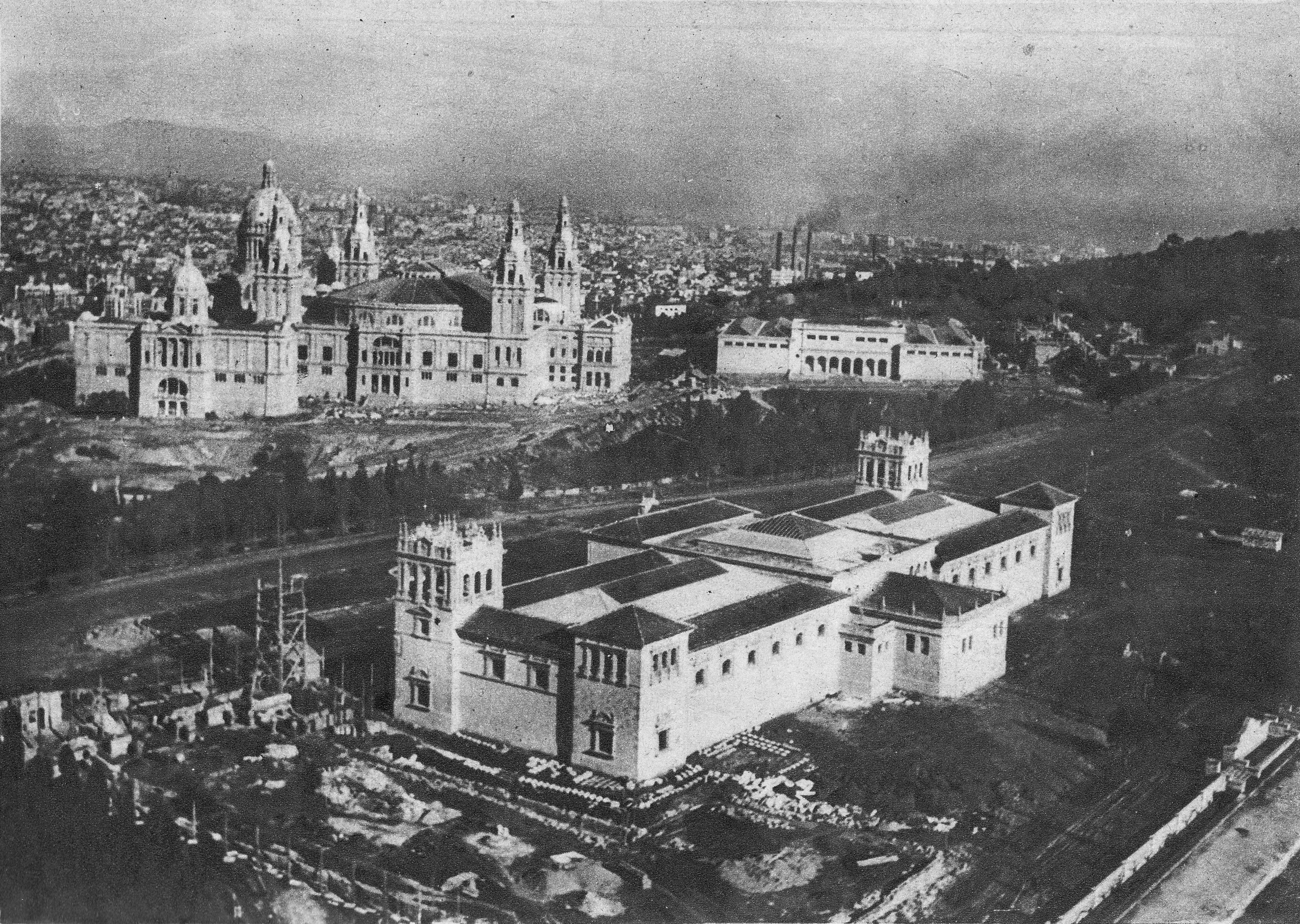
Pabellón de España
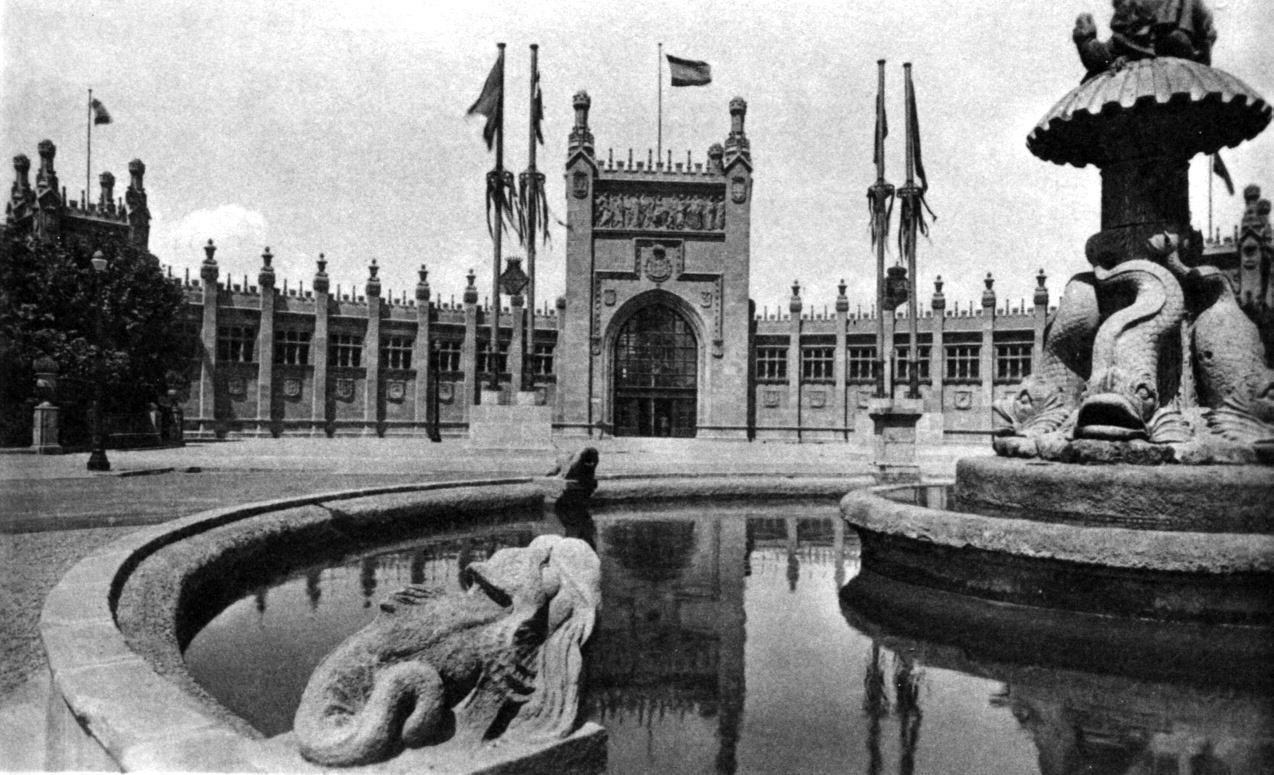
Palacio de las Diputaciones
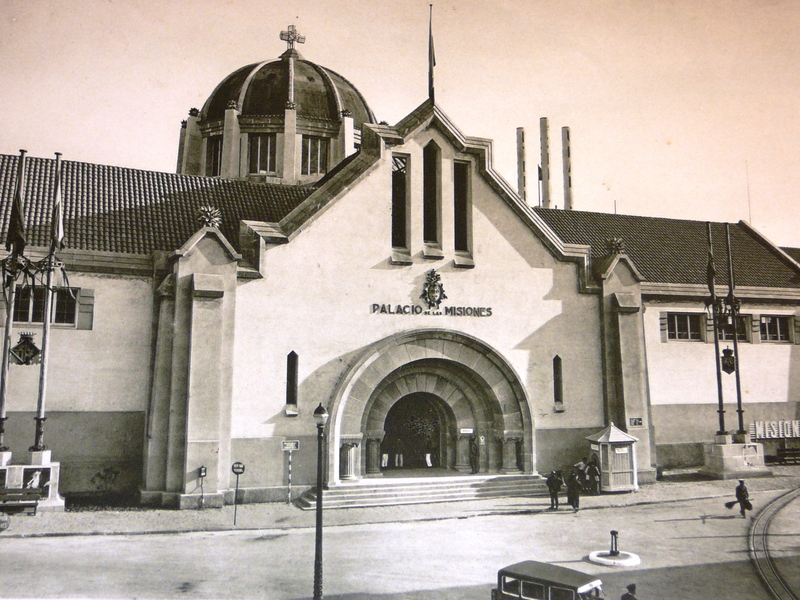
Palacio de las Misiones

### Sección Internacional
| Países participantes | Países participantes | Países participantes | Países participantes |
| -------------------- | -------------------- | -------------------- | -------------------- |
| Alemania             | Austria              | Bélgica              | Checoslovaquia       |
| Dinamarca            | España               | Estados Unidos       | Finlandia            |
| Francia              | Hungría              | Italia               | Japón                |
| Noruega              | Países Bajos         | Portugal             | Reino Unido          |
| Rumania              | Suecia               | Suiza                | Yugoslavia           |

Debido a la coincidencia con la Exposición Iberoamericana de Sevilla, en Barcelona no participó ningún país de Hispanoamérica. Del resto de países, participaron de forma oficial Alemania, Austria, Bélgica, Checoslovaquia, Dinamarca, Finlandia, Francia, Hungría, Italia, Noruega, Rumanía, Suecia, Suiza y el Reino de los Serbios, Croatas y Eslovenos (posterior Yugoslavia); la mayoría de estos países tuvieron pabellón propio, excepto Austria, Checoslovaquia, Finlandia y Suiza. Además de estos países, participaron de forma no oficial Estados Unidos, Japón, Países Bajos, Portugal y Reino Unido. Cada país tuvo una semana dedicada a lo largo del evento, destacando durante la semana alemana el vuelo del dirigible Graf Zeppelin sobre Barcelona, el 16 de mayo de 1929.

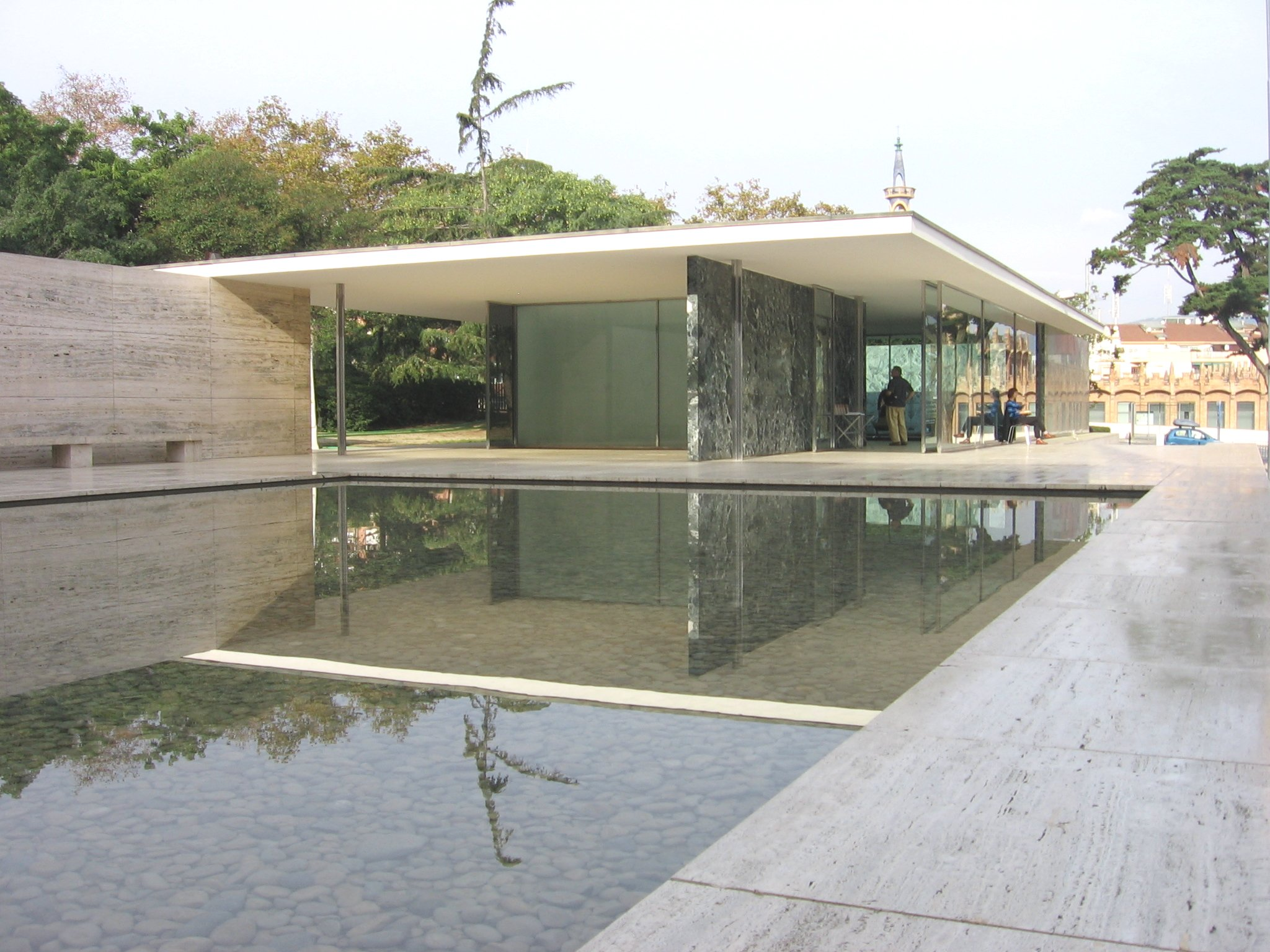
Pabellón de Alemania

- Pabellón de Alemania: es considerado como una de las obras maestras de su arquitecto, Ludwig Mies van der Rohe.[44] Se trata de uno de los mejores ejemplos de la arquitectura de estilo internacional por su pureza formal, su concepción espacial y su inteligente empleo de estructuras y materiales, que convirtieron a este pabellón en el paradigma de la arquitectura del siglo XX. Mies y la especialista en exposiciones Lilly Reich recibieron en 1928 el encargo de construir el pabellón oficial de Alemania junto con el del Suministro de Electricidad y varios expositores en palacios de la Sección Oficial. De planta rectangular, se elevaba sobre un podio recubierto de travertino; la cubierta se sostenía sobre columnas cruciformes y muros de carga, con paredes de distintos materiales (ladrillo recubierto de yeso, acero recubierto de mármol verde y de ónice de Marruecos). La utilización de planos de colores es característica de las exhibiciones que Reich había organizado previamente.[45] La decoración se reducía a dos estanques y una escultura, La Mañana, de Georg Kolbe. Demolido después de la Exposición, fue reconstruido entre 1985 y 1987 en su emplazamiento original por Cristian Cirici, Ignasi de Solà-Morales y Fernando Ramos, siguiendo los planos dejados por Mies van der Rohe.[46]

- Pabellón de Bélgica: obra del arquitecto Verhelle,[47] se encontraba junto al pabellón de España. De planta cuadrangular, estaba inspirado en el Hof von Busleyden de Malinas, construido en la época en que Margarita de Austria fijó la corte en esa localidad,[48] destacando una alta torre «beffroi» que doblaba la altura del edificio.

- Pabellón de Dinamarca: obra de Tyge Hvass, era un diedro de madera rojiza y tejado a dos aguas, evocando una típica casa de montaña danesa. En la fachada destacaba un relieve con la bandera danesa, un ancla, un haz de trigo y una rueda dentada, elementos típicos de la economía danesa.[49]

- Pabellón de Francia: obra de Georges Wybo, de estilo clasicista con elementos de art déco, se encontraba junto al Palacio de Alfonso XIII. Se trataba de un edificio de volumen único en forma de cubo, con cubierta formada por secciones rectangulares superpuestas de forma escalonada, como un zigurat, con una escultura en la parte frontal con forma de mujer y las iniciales R. F. (République Française).[50]

- Pabellón de Hungría: obra de Dénes György y Nikolaus Menyhért, estaba formado por dos cuerpos rectangulares, con una torre sobresaliente en forma de prisma. Exponente de la arquitectura expresionista, la síntesis geométrica de su estructura evocaba la arquitectura de las civilizaciones precolombinas.[51]

- Pabellón de Italia: obra de Piero Portaluppi, se encontraba entre los pabellones de España y Suecia. Tenía una superficie de 4500 m², con planta en forma de U, de estilo clásico renacentista y aire monumental. En la fachada destacaban unas columnas con el águila imperial romana, un friso con el nombre del país y un frontón rematado con una estatua de Minerva.[52]

- Pabellón de Noruega: obra de Ole Lind Schistad, era de madera, como el danés, evocando igualmente una construcción de montaña, con ventanas de porticones y cubierta inclinada.[53]

- Pabellón del Reino de los Serbios, Croatas y Eslovenos: representación del país que posteriormente se llamaría Yugoslavia, fue obra del arquitecto Dragiša Brašovan, situándose junto al Palacio Nacional. De concepción vanguardista, tenía planta en forma de estrella, y la fachada estaba confeccionada con listones de madera dispuestos en franjas horizontales, alternando el blanco y el negro.[54]

- Pabellón de Rumanía: obra de Duiliu Marcu, tenía planta rectangular, con una torre lateral y cubierta a dos aguas, con revestimiento de madera y estuco. La fachada presentaba una arquería que acababa en forma de pérgola, con elementos arquitectónicos característicos de Transilvania.[53]

- Pabellón de Suecia: obra de Peder Clason, como el resto de pabellones escandinavos era de madera, con planta rectangular y una estructura geométrica inscrita dentro de las corrientes de vanguardia del momento, como el neoplasticismo. Destacaba junto a la puerta de entrada una gran torre de madera de forma cónica, coronada por tres discos horizontales superpuestos; se la denominaba «Funkis», abreviatura en sueco de funcionalismo a comienzos del siglo XX. Tanto el edificio como la torre se desmontaron después de la Exposición y se reconstruyeron en Berga, donde el pabellón sirvió de escuela hasta la Guerra Civil, siendo derruido el conjunto a principios de la década de los años 1960. En la actualidad existe un proyecto para reconstruir la torre junto al Museo Olímpico, cerca de su ubicación original.[55]

- Pabellón de Argelia, Tunicia y Marruecos: estos tres territorios magrebíes, entonces colonias francesas, se presentaron con un pabellón de estilo islámico, con un cuerpo central rematado por una cúpula y dos secciones laterales con arcadas, una de ellas con un minarete. Se encontraba entre la Fuente Mágica y el pabellón de Barcelona, frente al Palacio de Alfonso XIII.[56]

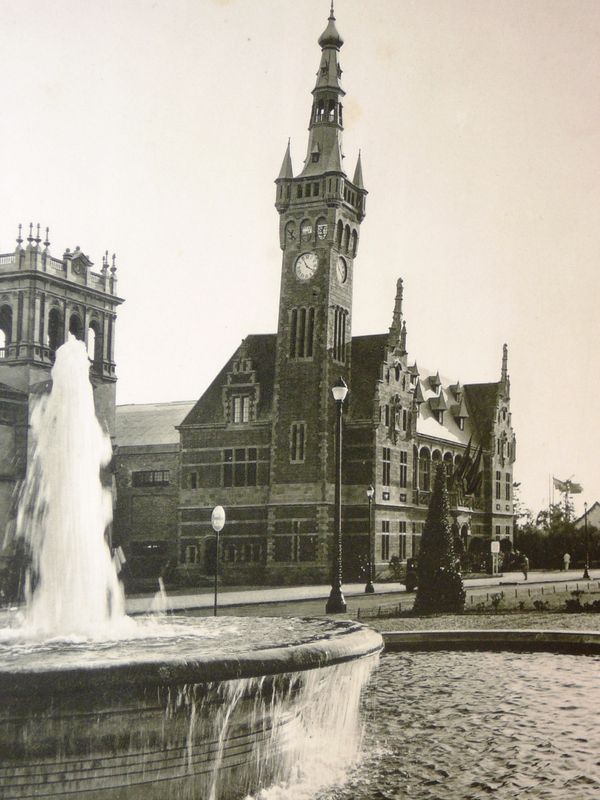
Pabellón de Bélgica
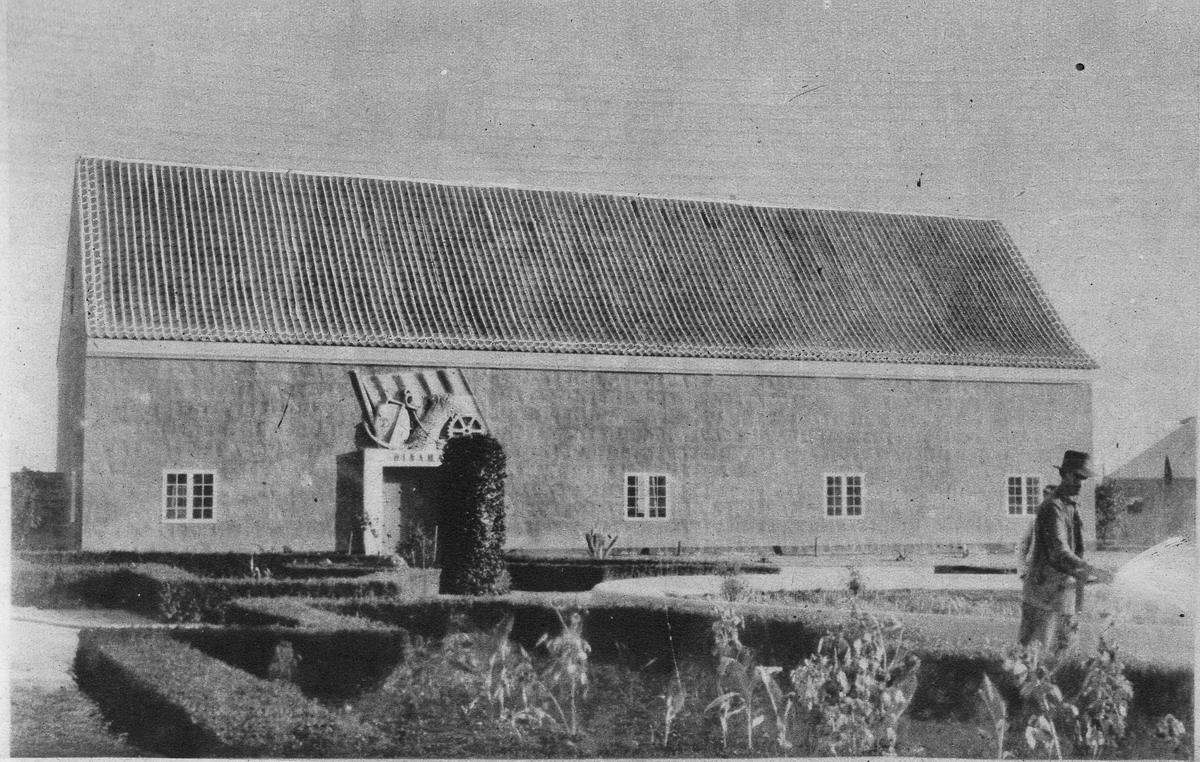
Pabellón de Dinamarca
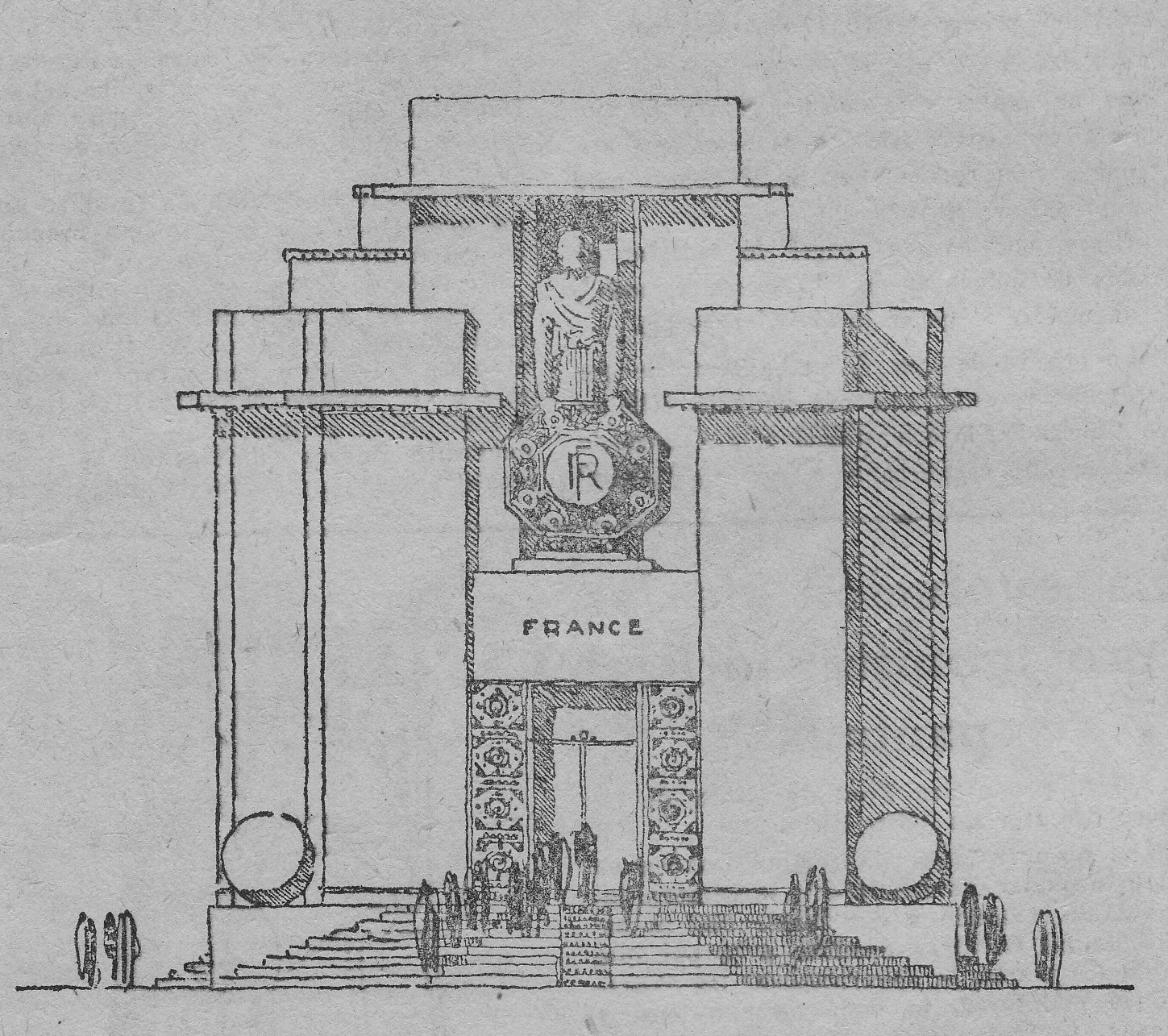
Pabellón de Francia
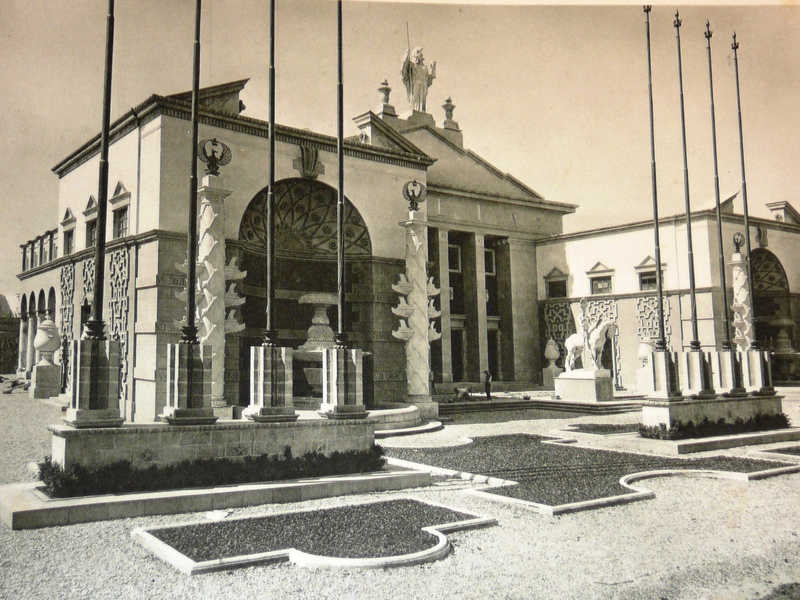
Pabellón de Italia
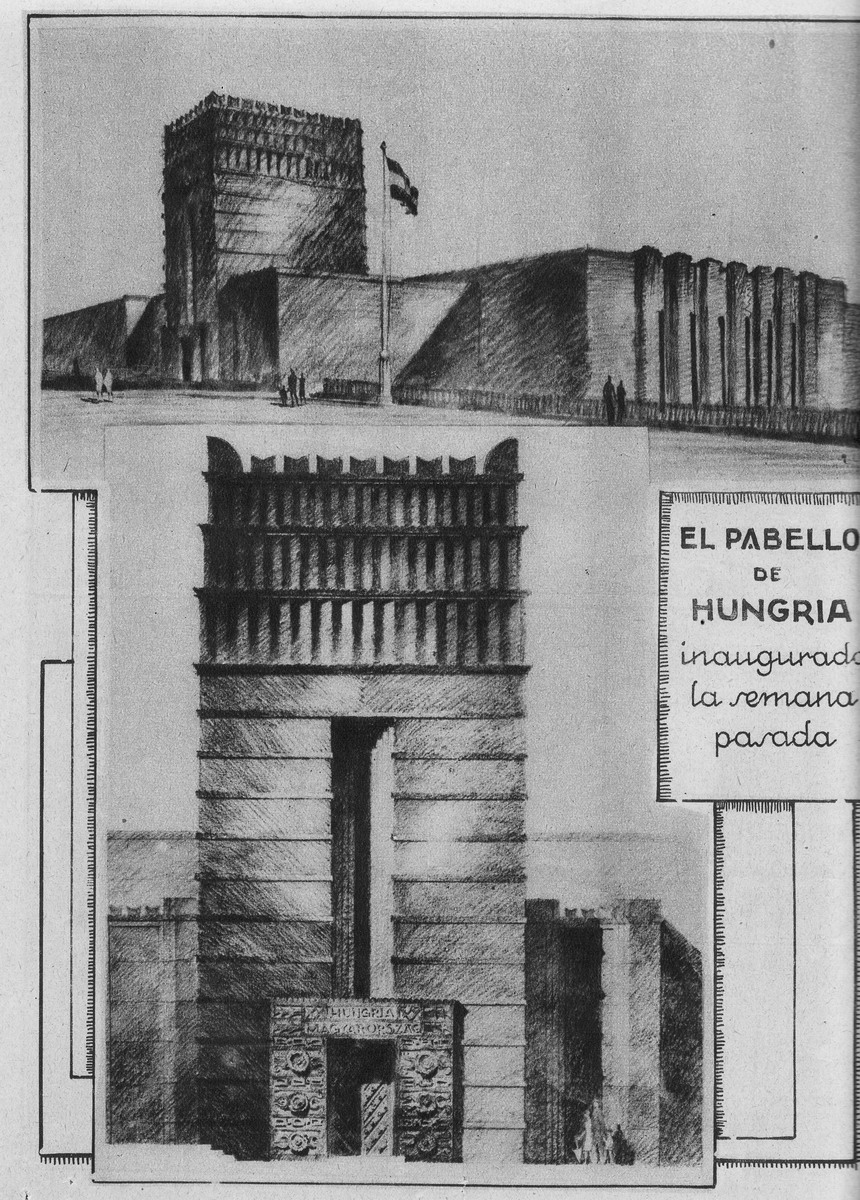
Pabellón de Hungría
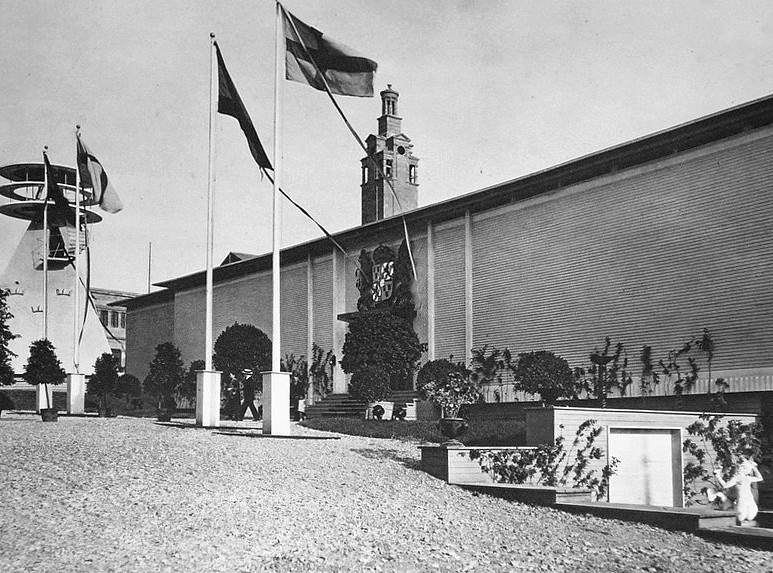
Pabellón de Suecia.
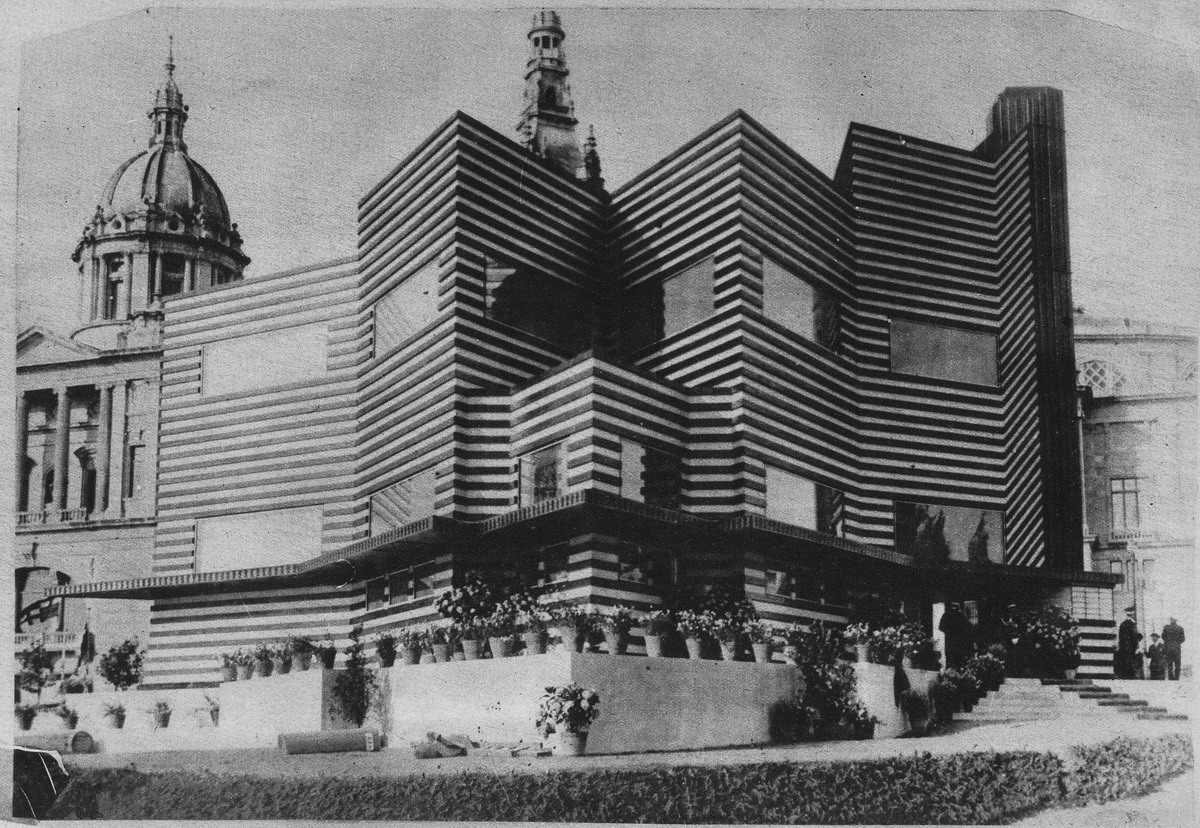
Pabellón de los Reinos Serbio, Croata y Esloveno

### Pabellones privados

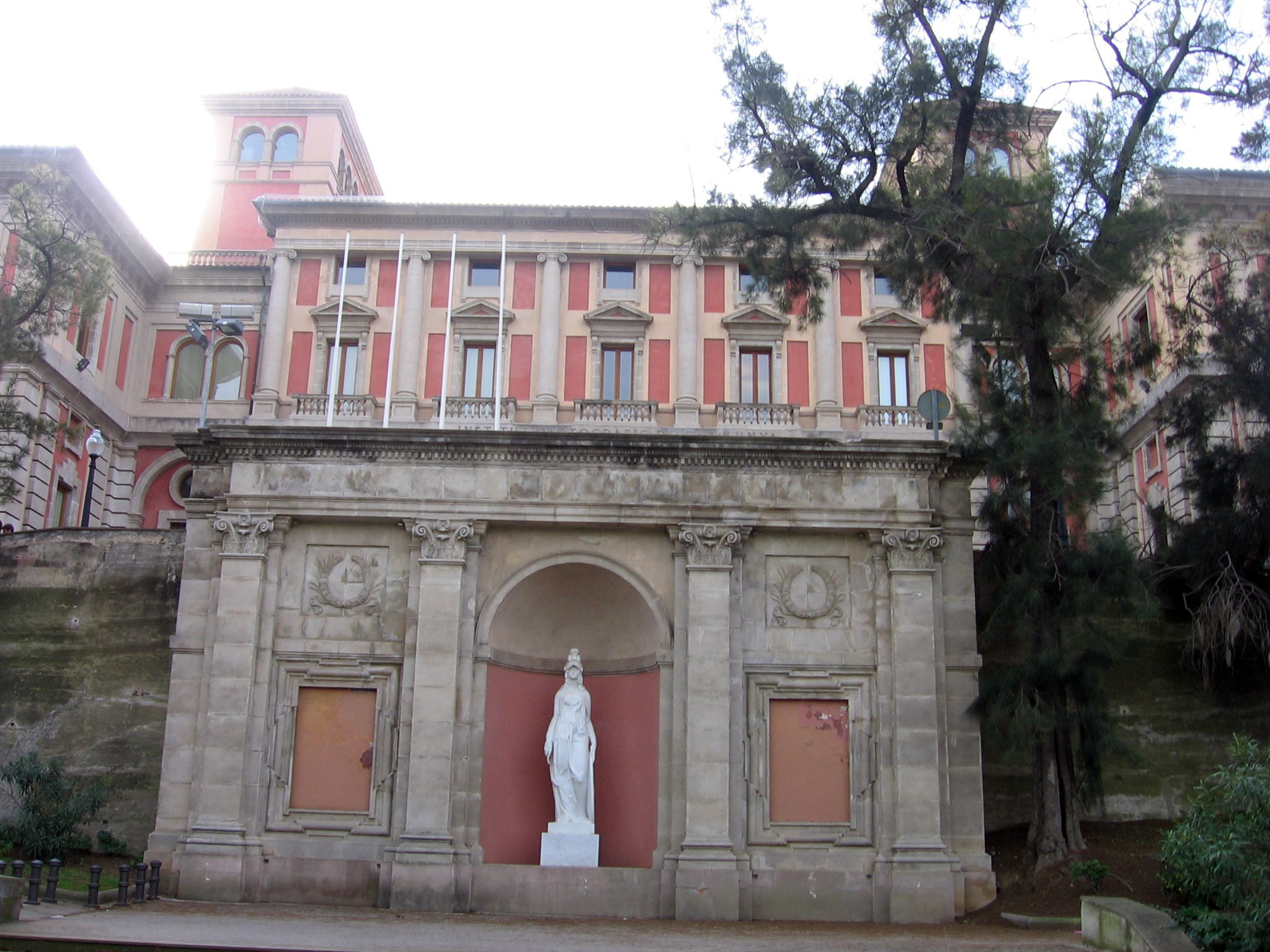
Pabellón de la Caja de Ahorros y Pensiones de Barcelona

- Pabellón de la Caja de Ahorros y Pensiones de Barcelona: situado en el Paseo de Santa Madrona, fue obra de Josep Maria Ribas i Casas y Manuel Maria Mayol. De estilo ecléctico, presenta soluciones estructurales basadas en diversos estilos: el cuerpo central se inspira en la arquitectura palaciega española del siglo XVIII, mientras que los laterales remiten a la arquitectura civil del norte de Italia y las logias evocan las villas mediterráneas de gusto novecentista. Debido a su situación elevada, en su acceso se situaron unas terrazas con fuentes luminosas. Desde 1982 es sede del Instituto Cartográfico de Cataluña.[26]

- Pabellón de la Compañía General de Tabacos de Filipinas: situado en el Paseo de Santa Madrona, fue obra de Antoni Darder realizada en 1928. El edificio tiene planta en forma de U, rodeado de jardines, con una torre lateral y una cúpula octogonal sobre su cuerpo central. Darder siguió el estilo art déco de moda en los años 1920, con una inteligente distribución del espacio interior y un versátil juego de volúmenes en el exterior. En 1932 se convirtió en el Parvulario Municipal Forestier.[36]

- Pabellón del Suministro de Electricidad de Alemania: obra de Ludwig Mies van der Rohe y Lilly Reich, se encontraba en la plaza de la Luz, entre los palacios de Comunicaciones y Transportes y del Arte Textil. Edificio de volumen único y planta rectangular, semejante a una nave industrial, pasó casi desapercibido durante el certamen, siendo una de las obras menos logradas de Mies y una de las últimas donde realizó muros de ladrillo, pasándose desde entonces al vidrio.[57]

- Pabellón de Electric Supplies: se hallaba en la plaza del Universo. El edificio tenía planta de cruz griega y una fachada neoclásica con una serie de frontones escalonados. La compañía Electric Supplies Co. fue la encargada de la electrificación de todo el recinto de la Exposición.[58]

- Can Jorba: la firma comercial Jorba se presentó con Can («casa de» en catalán) Jorba, pequeña estructura réplica de la Torre Eiffel de París, hecha con las letras de la marca patrocinadora —la J en lo alto y la A en la base de la torre—.[59]

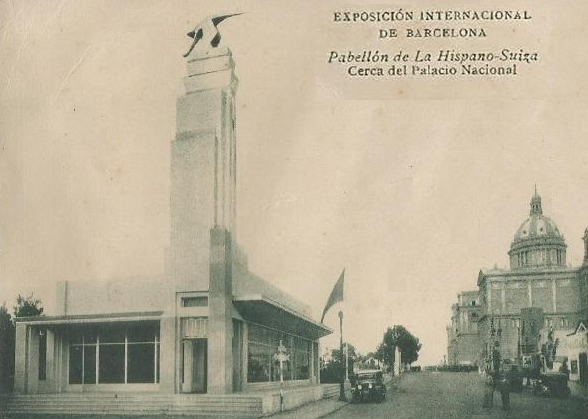
Pabellón de la Compañía Hispano-Suiza

- Pabellón de la Confederación Hidrográfica del Ebro: obra de Regino Borobio, fue uno de los pocos edificios españoles con un diseño vanguardista, presentando un edificio en forma de caja horizontal con una alta torre de señalización.[60] El edificio estaba decorado con tres esculturas alegóricas de la energía hidráulica, la agricultura y la navegación, obra de Félix Burriel, mientras que en el interior se instalaron varios cuadros de pantanos y paisajes de la cuenca del Ebro, obra de Ángel Díaz Domínguez.[61]

- Pabellón de Riegos y Energía de Valencia: la empresa REVA, fundada en 1928 para la construcción de embalses en la cuenca del río Turia, participó con un pequeño pabellón situado entre los del Banco Vitalicio y la Confederación Hidrográfica del Ebro.[62]

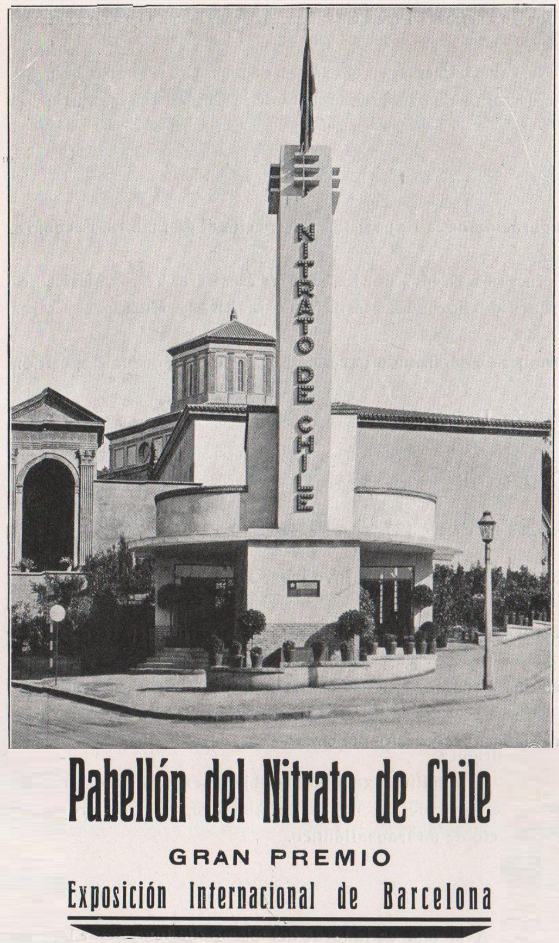
Pabellón de Nitrato de Chile

- Pabellón de la Compañía Hispano-Suiza: obra de Eusebi Bona, estaba situado en el mirador frente al Palacio Nacional. Era un edificio de estilo racionalista, con una alta torre coronada por una escultura de una cigüeña, que era el símbolo de la compañía automovilística española.[63]

- Pabellón Nestlé-La Lechera: la compañía suiza Nestlé concurrió con un pabellón situado junto al palacio de Victoria Eugenia, detrás del pabellón de Alemania, un pequeño edificio de estilo art déco de forma cilíndrica flanqueado de dos torres rectangulares con la inscripción Nestlé en grandes letras. Incluía un cine al aire libre y unas figuras mecánicas que distraían al público.[64]

- Pabellón de Rocalla S.A.: esta compañía de materiales de construcción presentó un pabellón formado por tres cuerpos escalonados y una alta torre coronada por una estatua ecuestre.[65]

- Pabellón de Asland: esta fábrica de cementos participó con una torre de 50 m de altura de vidrio y hormigón, con un mirador y rematada por un faro giratorio.[66]

- Pabellón de Uralita-Eternit-Zenit: estaba dedicado a varias empresas constructoras de estructuras de fibrocemento. Situado entre el Estadio Olímpico y el Palacio de las Misiones, tenía una estética vanguardista, con una base circular elevada del suelo de la que surgían tres altos tubos semejantes a chimeneas, que tenían escritos los nombres de las fábricas patrocinadoras.[67]

- Pabellón de los exportadores españoles de aceite de oliva: se encontraba al lado del Palacio Nacional, y tenía forma de típica masía catalana.[68]

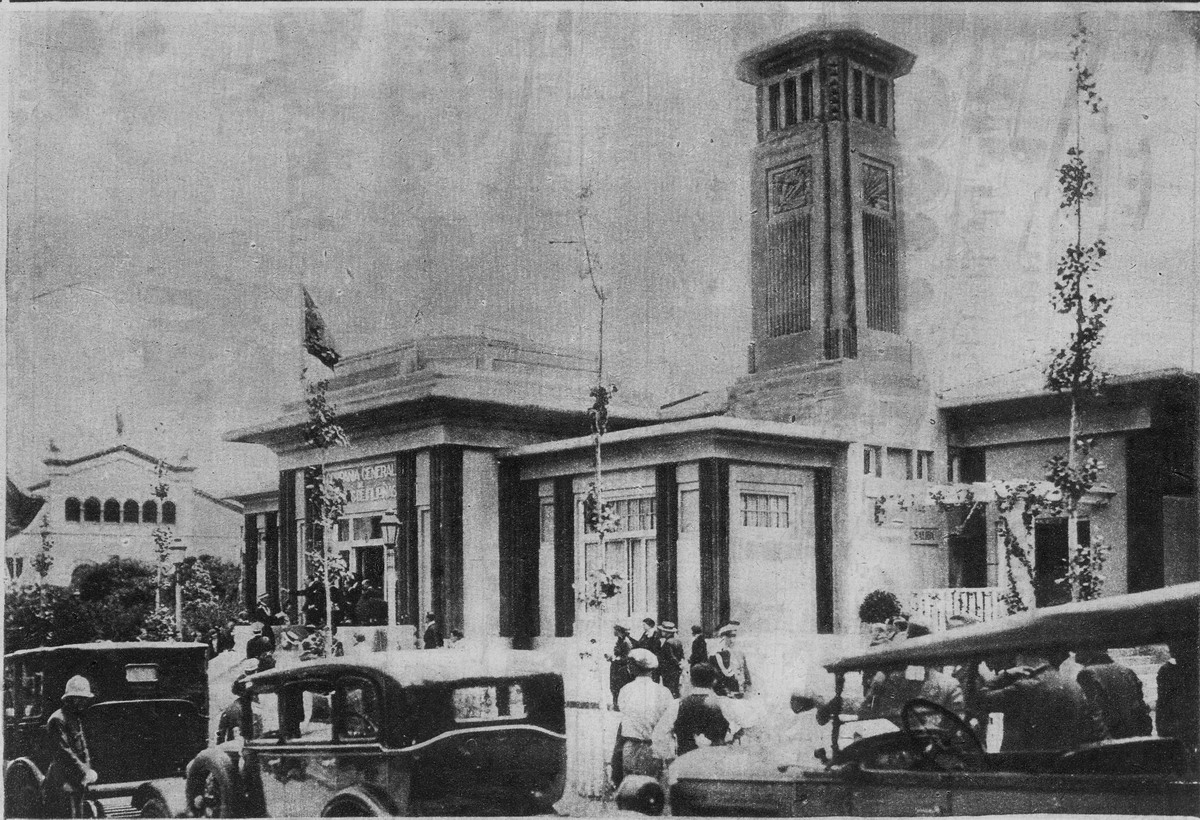
Pabellón de la Compañía de Tabacos de Filipinas

- Pabellón del Banco Vitalicio de España: obra de Lluís Bonet i Garí, estaba situado junto al Palacio Nacional, y tenía un original diseño arquitectónico, con una decoración que semejaba palmeras tropicales, y una cúpula rematada por una estrella.[69]

- Pabellón de la Constructora Naval: la Sociedad Española de Construcción Naval participó con una pabellón situado en la hoy desaparecida plaza de San Antonio, en la confluencia del paseo de Santa Madrona y la avenida del Estadio, obra de Eugenio Cendoya. En él se exponían diversos productos relacionados con la marina de guerra, la principal actividad de la empresa. El pabellón se mantuvo en pie pasada la Exposición y fue derribado probablemente en los años 1930.[70]

- Pabellón de La Equitativa: se encontraba en la plaza del Universo, encuadrada en un conjunto de pequeños edificios que rodeaban la fuente monumental que había en la plaza, y representaba la compañía de seguros La Equitativa, filial de la estadounidense Equitable Life Assurance Society. Era de estilo art déco, de forma octogonal y rematado por una alta columna.[71]

- Estand de Burmeister & Wain: esta empresa danesa de motores y maquinaria se mostró en la Exposición con un estand situado junto al palacio de Victoria Eugenia, con una base períptera sobre la que se situaba un cuerpo con forma de pirámide truncada, en el que se veía el emblema de la compañía, un drakkar vikingo navegando entre los rayos del sol.[72]

- Pabellón Pirelli: la empresa italiana de neumáticos Pirelli participó en la Exposición con un pabellón propio, situado en la avenida de Montanyans, cerca del Palacio Nacional. Era obra del arquitecto Allodi, construida en estilo renacentista lombardo.[73]

- Estand de Maggi: la empresa suiza de cubitos de caldo Maggi participó con un estand situado en la plaza de la Fuente Mágica. Obra del arquitecto J. Pujol, era un edificio de aspecto contemporáneo rematado en el tejado por unos grandes cubos en representación del producto estrella de la casa.[74]

- Estand de Papel de fumar Bambú: esta empresa valenciana de papel de tabaco puso un estand en la plaza del Universo, tocando a la avenida de la Reina María Cristina. Era bastante llamativo, de forma cuadrangular y con el nombre de la empresa en letras grandes en el tejado.[75]

- Pabellón de Perfumerías Gal: se encontraba junto al Palacio Nacional, cerca del pabellón del Reino de los Serbios, Croatas y Eslovenos. Obra del diseñador Federico Ribas y el arquitecto Vicente Sáenz Vallejo, era un edificio de estilo art déco, parecido al que la empresa presentó ese mismo año a la Exposición Iberoamericana de Sevilla. Tenía un piso de planta cuadrada sobre el que se erguía una torre de forma prismática cortada en su base por tres planos. Tanto las puertas como las paredes del piso bajo eran de vidrios de colores.[76]

- Pabellón de la Compañía Hispano-Americana de Electricidad (CHADE): esta empresa fue constituida en 1920 por un holding internacional europeo y tenía una fuerte implantación en numerosos países sudamericanos, especialmente Argentina. Entre sus fundadores se encontraba el político Francesc Cambó. Su pabellón se encontraba en la explanada contigua al Palacio Nacional, al lado del pabellón de Pirelli. Era un edificio de estilo neoclásico, rematado por frontones y unos jarrones decorativos.[77]

- Pabellón de la Cooperativa de Fluido Eléctrico (CFE): esta empresa catalana fundada en 1920 participó con un pabellón de estilo racionalista situado junto al anterior, cerca del Palacio Nacional.[78]

- Pabellón de Brown Boveri / Sociedad Española de Electricidad: Brown Boveri era una compañía suiza fundada en 1891 que fabricaba material y componentes eléctricos. En España participó en la creación de la Compañía Española de Fluido Eléctrico y se vinculó con la Sociedad Española de Electricidad, con la que compartió pabellón. Situado frente al Pabellón de Barcelona, su arquitectura era tradicional, con cierta semejanza al Mercado de las Flores.[79]

- Pabellón de Nitrato de Chile: esta compañía chilena de comercialización de salitre para fertilizante agrícola participó con un pabellón situado entre los palacios de las Artes Gráficas (actual Museo de Arqueología) y de la Caixa de Pensions, de estilo racionalista.[80]

- Estand de Lithinés del Dr. Gustin: el agua de lithinés era una solución de carbonato de litio en polvo diluido en agua que se tomaba como remedio para diversas enfermedades relacionadas con la presencia de ácido úrico en el cuerpo, como reumatismo, gota o artritis. Con una patente del farmacéutico parisino Arthur Mille, la empresa que lo comercializaba se presentó con un estand de diseño racionalista, de pequeñas dimensiones, formado por una barra redonda con dos obeliscos de varios cuerpos decrecientes en altura, con una cubierta de vidrio y metal. Se encontraba en la avenida de Muntanyans, entre el Palacio de la Química y el Parque de Atracciones.[81]

- Pabellón de las Maravillas del Mar de las Indias: estaba situado entre el Parque de Atracciones de la Foixarda y la plaza de San Jorge, y era un edificio rectangular de una nave, que en su interior contenía una colección de flora y fauna marina recopilada por Jacobus Hendrikus Soumokil, príncipe de Urumessing.[82]

- Pabellón Souk Africano: pese a su nombre este pabellón no representaba a ningún país en concreto, sino que era el estand de un grupo de comerciantes de productos magrebíes, especialmente de Marruecos, Argelia y Tunicia, que por entonces aún eran colonias francesas. El pabellón era de estilo neomudéjar, con una galería de entrada de arcos de herradura y un minarete lateral rematado en cúpula. Se encontraba en la plaza de Europa, entre el pabellón de Dinamarca y el Restaurant Ambassadeurs.[83]

- Quiosco-estand de Picon: la marca francesa de bebidas alcohólicas Picon concurrió al certamen con un quiosco con forma de templete de estilo árabe inspirado en la arquitectura argelina, país en el que se creó la marca en 1837. Estaba situado en uno de los extremos de una escalinata que unía el final de la avenida que partía del Estadio Olímpico, donde estaba situada la sección internacional, y la plaza con surtidores de agua situada frente al Restaurant Ambassadeurs.[84]

- Estand de Café Gili: esta empresa instaló un pequeño estand en una explanada entre la Fuente Mágica y las cascadas, al lado del palacio de Victoria Eugenia. En el mismo se podían degustar los cafés de la marca Haití, que comercializaba la empresa Hijo de Jacinto Gili. Era un estand de pequeñas dimensiones pero de diseño moderno e innovador.[85]

- Estand del Agua de Montserrat: era un agua medicinal comercializada por Destilerías de Flores y Plantas, que se vendía en un pequeño estand que simulaba las rocas de la montaña de Montserrat, situado cerca del Palacio Nacional.[86]

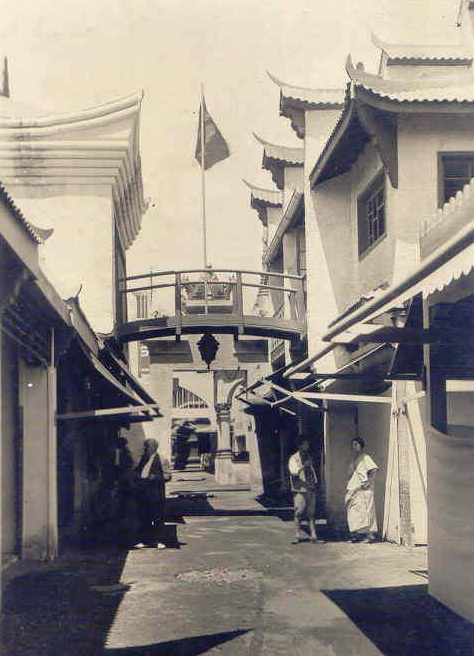
Pueblo Oriental

- Pabellón de los Artistas Reunidos: obra de Jaume Mestres i Fossas, su objetivo fue dar a conocer la obra de distintos artistas catalanes que no tenían representación en la Sección Oficial, por lo que concurrieron de forma privada. El edificio, de estilo art déco, tenía planta octogonal y cúpula escalonada, mientras que la distribución del espacio interior, así como su decoración, evocaban al racionalismo, una de las pocas muestras nacionales de tipología de vanguardia. Participaron artistas como Pablo Gargallo, Josep Granyer, Josep Llorens i Artigas, Lluís Mercadé, Josep de Togores, Josep Obiols, Miquel Soldevila, Jaume Mercadé, etc., exponiendo pintura, escultura, cerámica, muebles, joyas, esmaltes, alfombras y otros objetos artísticos, la mayoría englobados dentro del art déco.[87]

- Pabellón de la Escuela Central de Anormales de Madrid: situado en un extremo de la explanada del Estadio Olímpico, en lo que hoy día es la plaza de Europa, este pabellón fue patrocinado por el Ministerio de Instrucción Pública con el objetivo de difundir la labor realizada por esta escuela dedicada a los discapacitados. Se trataba de un edificio inspirado en la arquitectura andaluza, que fue derribado tras la Exposición.[88]

- Pabellón de Cartografía, conocido popularmente como Pabellón del Mapa de España: se encontraba entre el Palacio Nacional y el Pabellón de la Caja de Ahorros y Pensiones, y era un pequeño edificio de forma redonda coronado por un cupulín sobre columnas. En su interior había un mapa en relieve de España. Fue desmontado tras la Exposición.[89]

- Pabellones de Beneficencia: en la esquina entre la calle de Lérida y la avenida del Paralelo se instalaron una serie de pequeños pabellones dedicados a beneficencia: atención a la infancia, ciegos, tribunal de menores, personas desvalidas, salud mental, etc.[90]

- Granja de la Asociación General de Ganaderos del Reino: el gremio de ganaderos organizó una exposición en un recinto situado en una antigua cantera, entre el Palacio Nacional y el Estadio Olímpico, en el sector de la Foixarda, junto al antiguo jardín botánico. El edificio principal del recinto era una masía, en representación de la típica arquitectura rural catalana, alrededor de la cual había diversas construcciones menores donde se exhibía ganado y productos derivados del sector, como leche, huevos, quesos y mantecas. Pasada la Exposición se mantuvo la masía, que se encuentra actualmente rodeada de un jardín y es utilizada para actividades relacionadas con la jardinería.[91]

- Pueblo Oriental: en la carretera del Estadio, al otro lado del Parque de Atracciones de la Foixarda —donde ahora se encuentra el INEFC—, se ubicó el Pueblo Oriental, un recinto análogo al del Pueblo Español pero dedicado a los países de Oriente, donde se mostraban productos típicos de estos países, desde la gastronomía hasta la artesanía. Estaban representados India, Persia, Turquía, Ceilán, Birmania, Egipto, Túnez, Hong Kong, Palestina y Marruecos. Como elemento destacado cabe citar una reproducción del Santo Sepulcro ubicada en la sección de Palestina.[92]

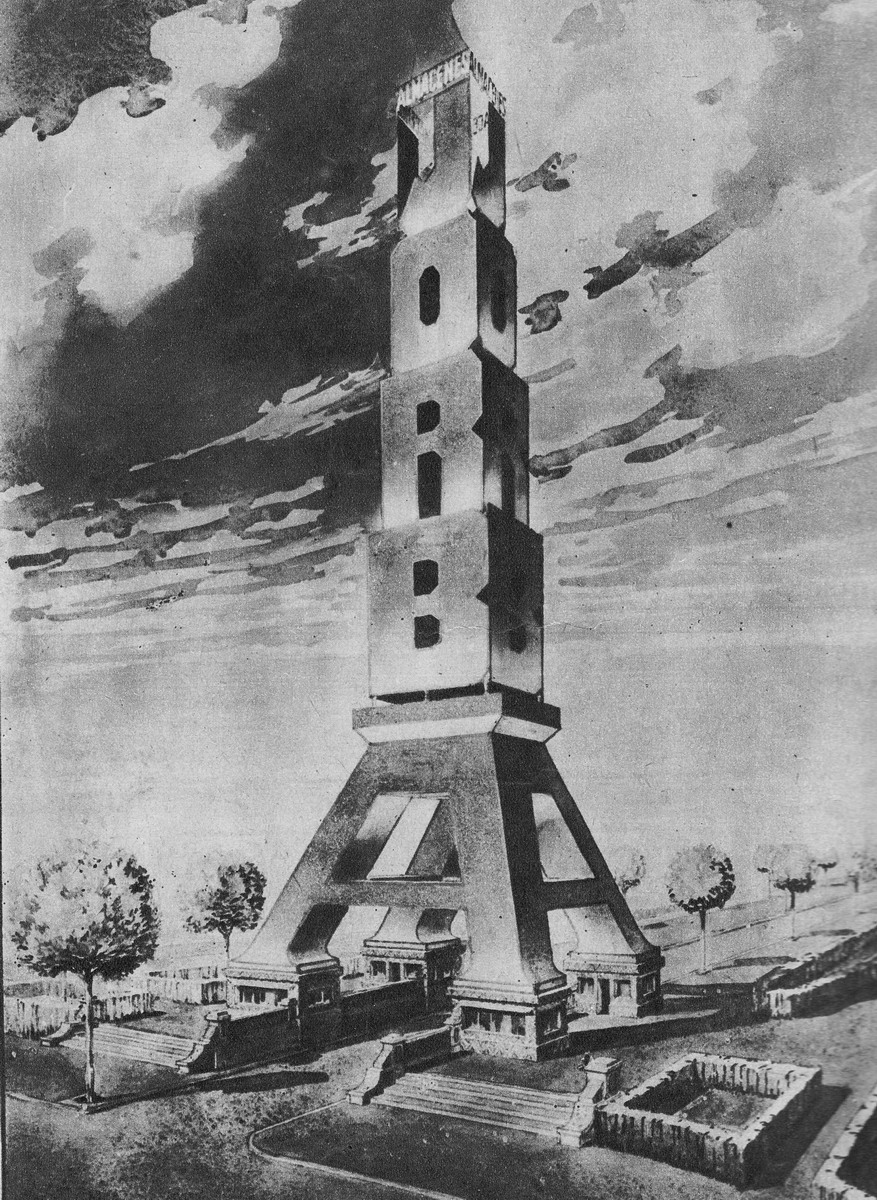
Pabellón de Can Jorba
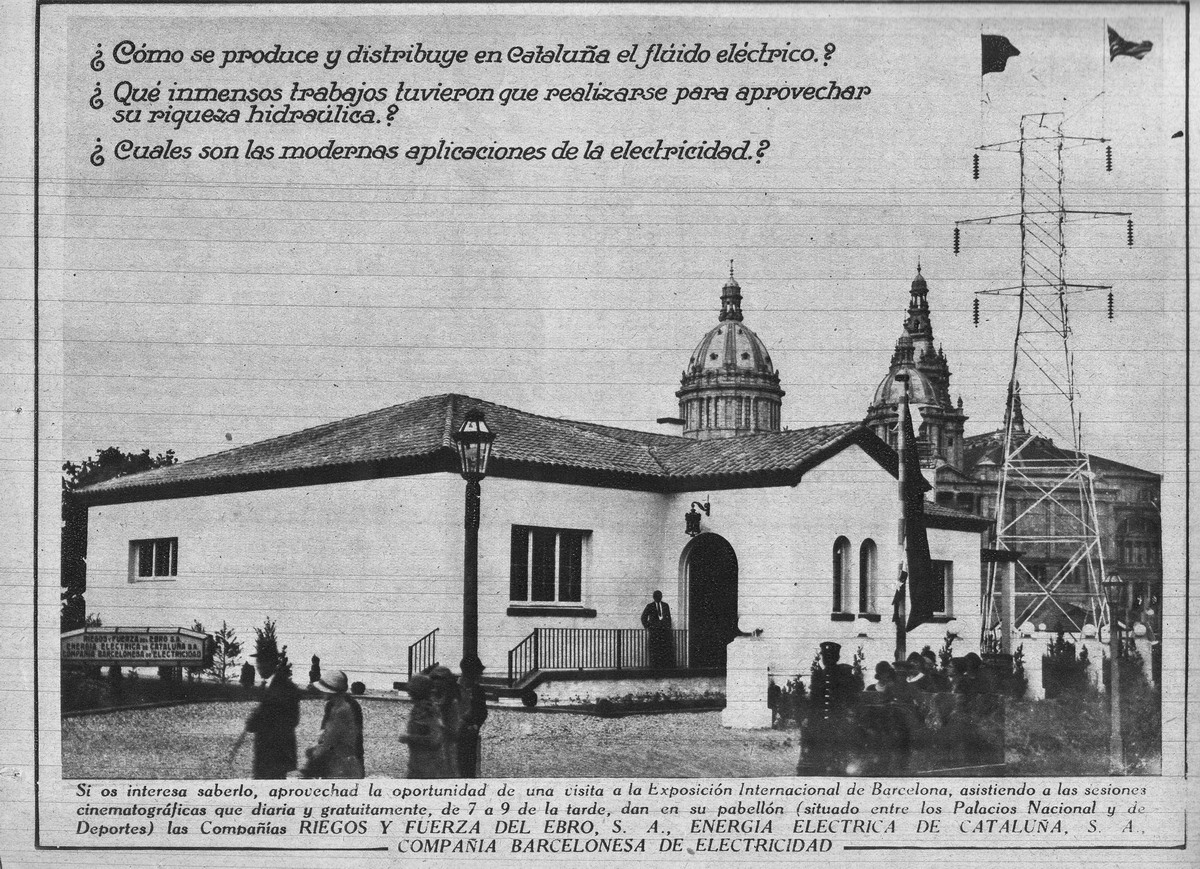
Pabellón de la Confederación Hidrográfica del Ebro
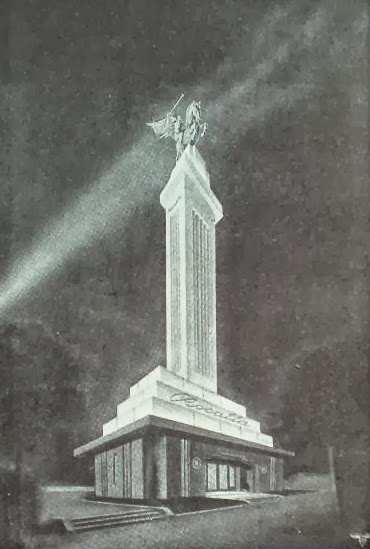
Pabellón de Rocalla S.A
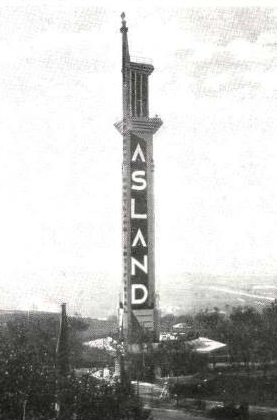
Pabellón de Asland
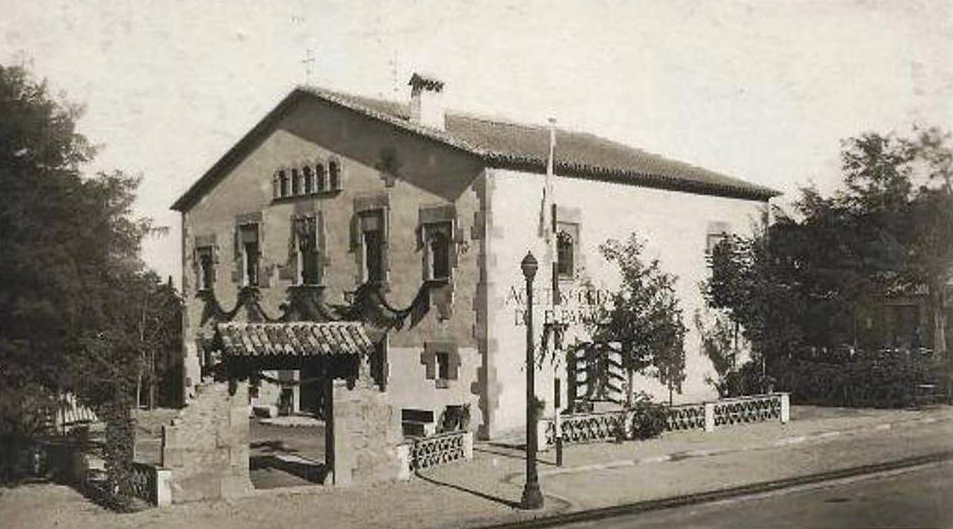
Pabellón de los exportadores españoles de aceite de oliva
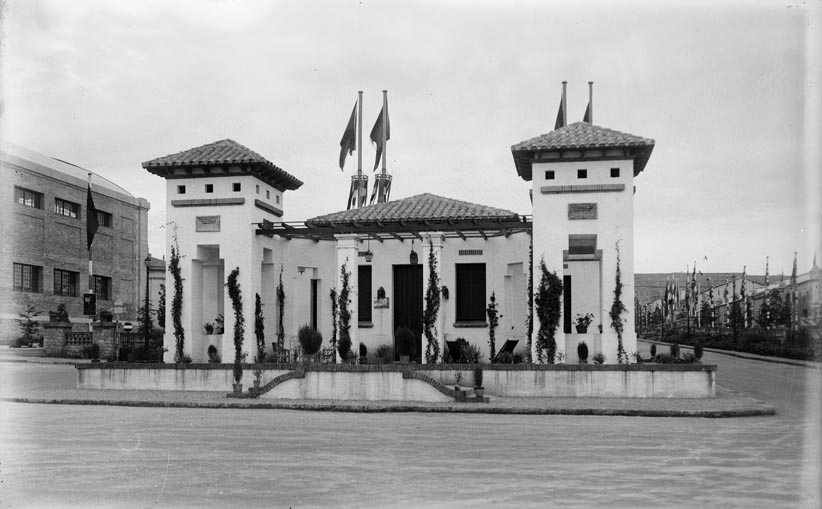
Pabellón de la Escuela Central de Anormales de Madrid
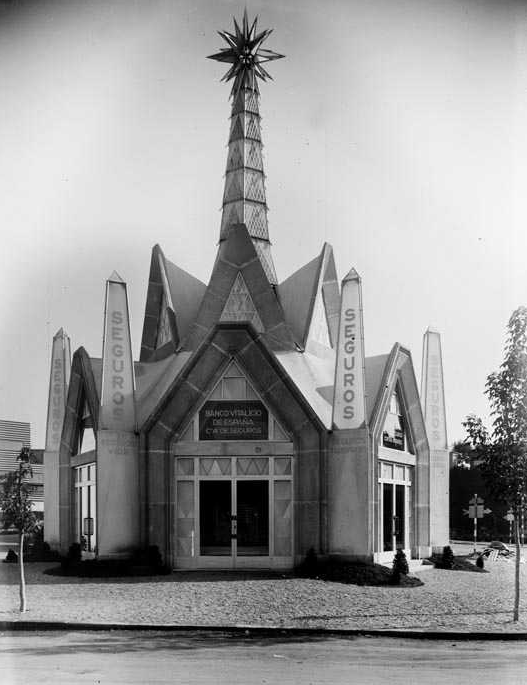
Pabellón del Banco Vitalicio de España

## Otras obras para la Exposición

### Teatro Griego

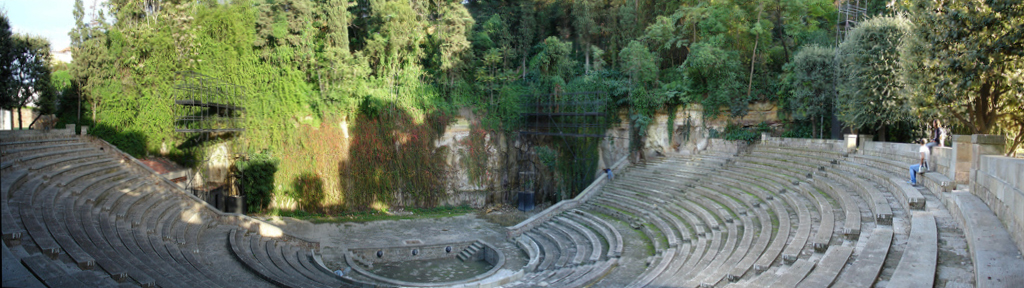
Teatro Griego

El ajardinamiento de la montaña de Montjuic dejó obras como el Teatro Griego, teatro al aire libre inspirado en los antiguos teatros griegos —especialmente en el de Epidauro—, proyectado por Ramon Reventós. Situado en el espacio de una antigua cantera, tiene un hemiciclo de 460 m², con un diámetro de 70 m y capacidad para 2000 personas. Actualmente es sede de un festival de verano en la ciudad condal, el Festival Grec. 
El teatro se sitúa en los Jardines de Laribal, proyectados por Forestier y Rubió, donde destaca la famosa Fuente del Gato, a la entrada de un edificio de Puig i Cadafalch convertido en restaurante (1925). En los jardines se colocaron multitud de esculturas, con obras de Josep Viladomat, Enric Casanovas, Josep Clarà, Pablo Gargallo, Antoni Alsina, Joan Rebull, Josep Dunyach, etc. 
Fuera ya del recinto, en la zona de Miramar, se construyó un restaurante que en 1959 se convertiría en los primeros estudios de Televisión Española en Barcelona.

### Estadio Olímpico

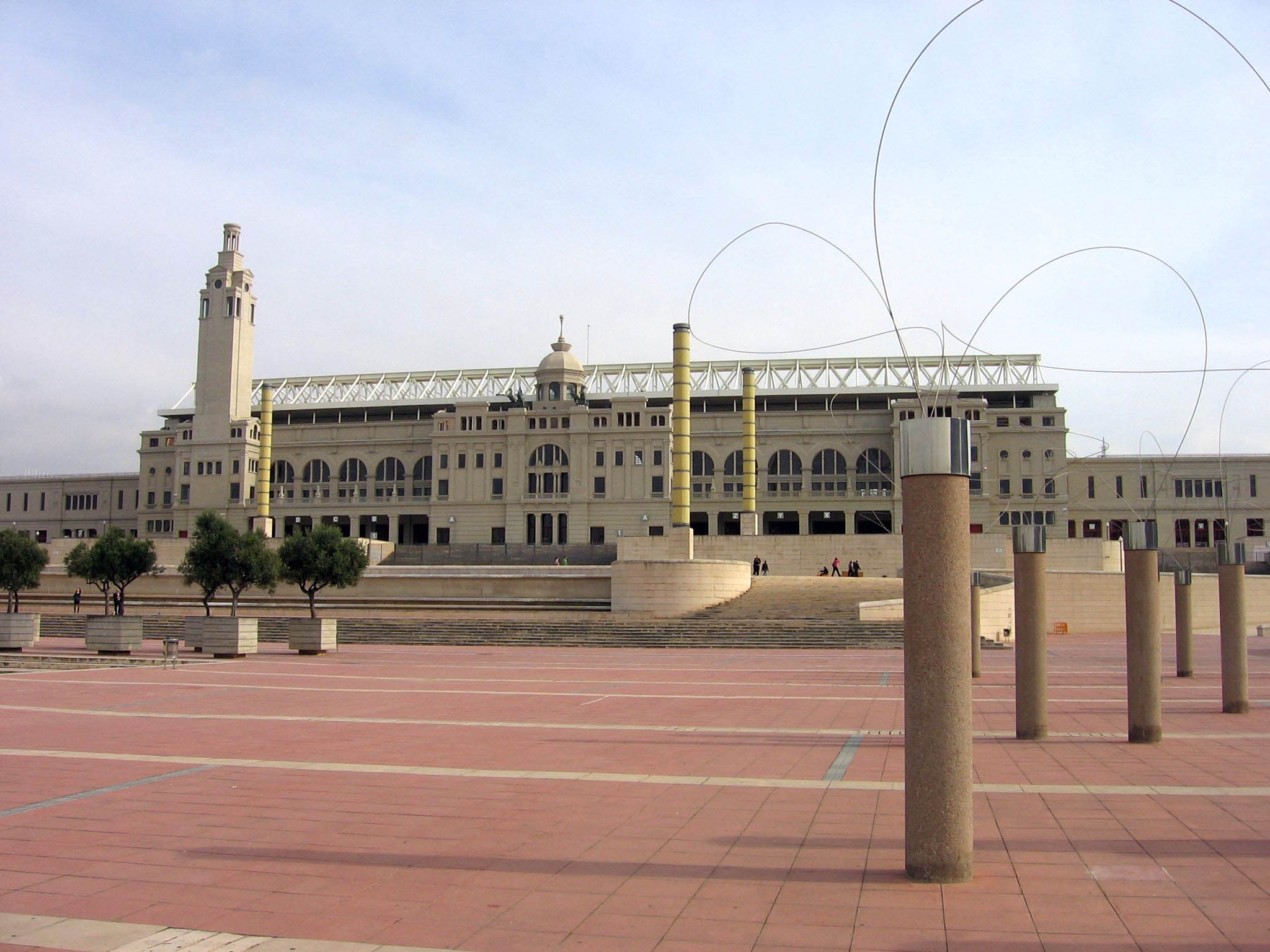
Estadio Olímpico

En lo alto de la montaña, junto a la Sección Internacional, se construyó el Estadio Olímpico, dentro de la sección dedicada a deportes, obra de Pere Domènech i Roura. Tenía una superficie de 66 075 m² y una capacidad para 62 000 personas, siendo en su día el segundo estadio más grande de Europa, detrás del de Wembley. Disponía de campos para la práctica del fútbol y otros deportes, junto a las pistas dedicadas al atletismo e instalaciones para diversos deportes como boxeo, gimnasia o esgrima, así como pista de tenis y piscina. La fachada principal era de aire monumental, con una cúpula y una alta torre rematada por un templete. Se realizó una decoración escultórica donde destacaban los Jinetes haciendo el saludo olímpico, dos esculturas ecuestres en bronce de Pablo Gargallo. El edificio fue remodelado por los arquitectos Vittorio Gregotti, Federico Correa, Alfons Milà, Joan Margarit y Carles Buxadé para los Juegos Olímpicos de Barcelona 1992.
No lejos del Estadio, en la avenida Miramar, se construyó la Piscina Municipal de Montjuic, aún en activo tras una reconstrucción integral sufrida con ocasión de los Juegos Olímpicos de Barcelona 1992.

### Pueblo Español

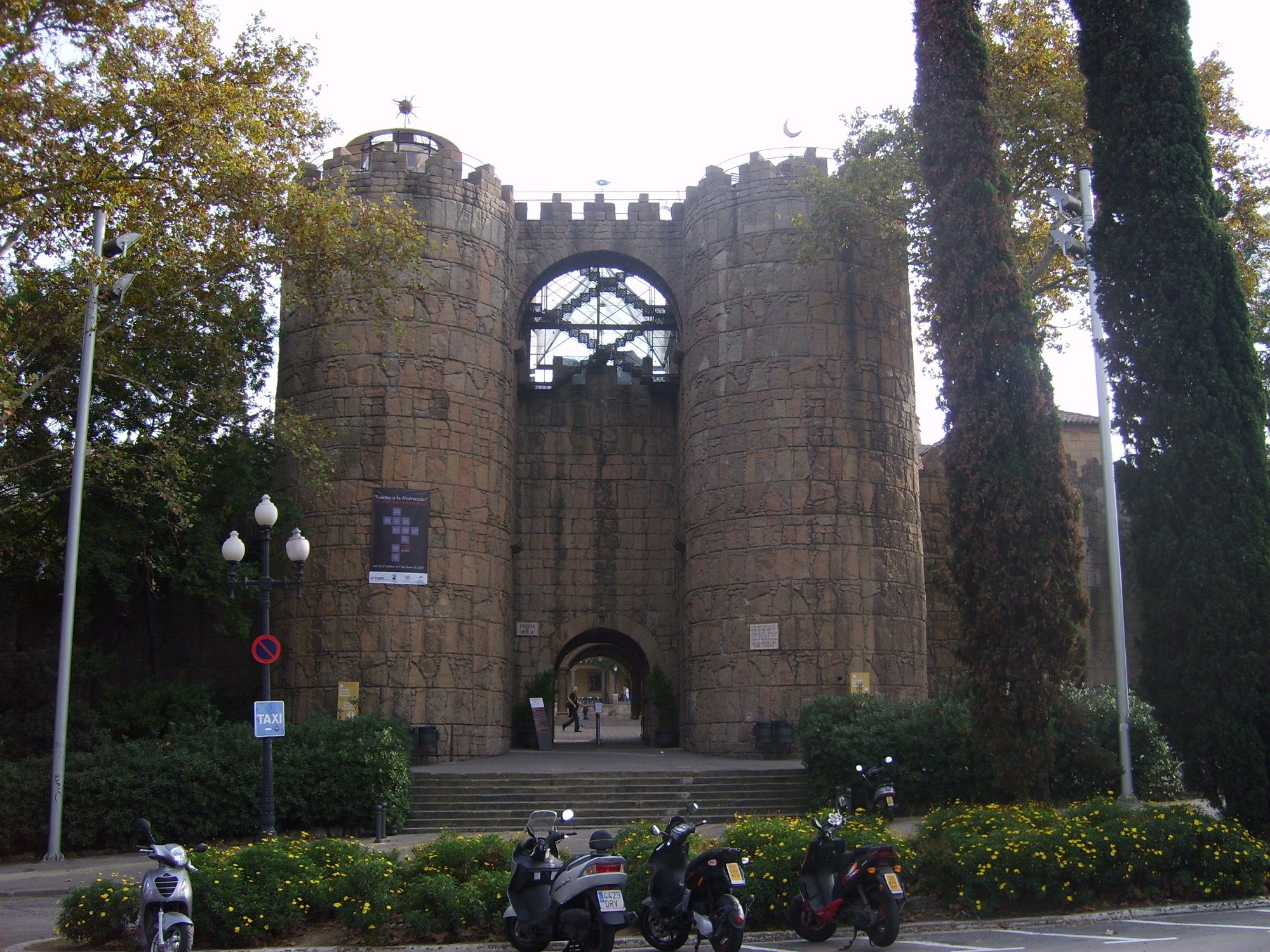
Entrada al Pueblo Español, con una reproducción de la muralla de Ávila

Una obra que tuvo mucho éxito de público fue el Pueblo Español, pequeño recinto que recoge en su interior reproducciones de distintos ambientes urbanos y arquitectónicos de todo el conjunto del territorio nacional, en un ambiente que va desde la evocación folklórica hasta la más estricta recreación arqueológica. Obra de los arquitectos Ramon Reventós y Francesc Folguera, contó con el asesoramiento artístico de Miquel Utrillo y Xavier Nogués. El recinto está dividido en seis áreas regionales: castellano-extremeña, vasco-navarra, catalán-valenciana-balear, andaluza, aragonesa y gallega, en torno a una plaza Mayor y rodeado por una muralla (réplica de la de Ávila). Con una superficie de 20 000 m², cuenta con unos 600 edificios, de los cuales 200 pueden visitarse. Entre los monumentos reproducidos destacan el campanario mudéjar de Utebo (Zaragoza), los palacios del marqués de Peñaflor (Sevilla) y de Ovando Solís (Cáceres), el claustro de Sant Benet de Bages y el campanario románico de Taradell.

### Pistas de Tenis
Junto al Pueblo Español se construyeron unas pistas de tenis de tierra batida y un chalet-sede social, en las que se celebraron diversas actividades deportivas durante el certamen. Acabado el mismo, dichas pistas acogieron una eliminatoria de Copa Davis entre España y Japón en 1930 y una fase final de la Copa de España de baloncesto en 1935. En 1951 se trasladó a las instalaciones la Real Sociedad de Tenis Pompeya, que las viene utilizando hasta la actualidad.

### Parque de atracciones de La Foixarda
Para la Exposición se instaló también un parque de atracciones en los terrenos de La Foixarda, detrás del Pueblo Español. Contaba con una montaña rusa, un tren de vapor que hacía un recorrido de 2 km hasta el Palacio Nacional, un tiovivo, barracas de feria y diversas atracciones menores. Este parque fue desmontado tras la Exposición, pero debido a su éxito surgió la iniciativa de instalar otro permanente en su lugar. El nuevo parque, inaugurado el 14 de julio de 1930, recibió el nombre de Maricel, y estaba situado entre Miramar y la estación del funicular, con acceso por la plaza de Dante. Tenía unas diez atracciones, entre las que destacaba una montaña rusa llamada Bug, así como una pista de patinaje y diversos juegos, como la Carioca, la Ninfa, el Cupido o el Mono de la Suerte. También se celebraban espectáculos y eventos deportivos. El parque incluía un restaurante, regentado por el Hotel Oriente. Cerró sus puertas en 1936, al inicio de la Guerra Civil. Este parque fue un precedente del parque de atracciones de Montjuïc inaugurado en 1966.

## Impacto de la Exposición para la ciudad

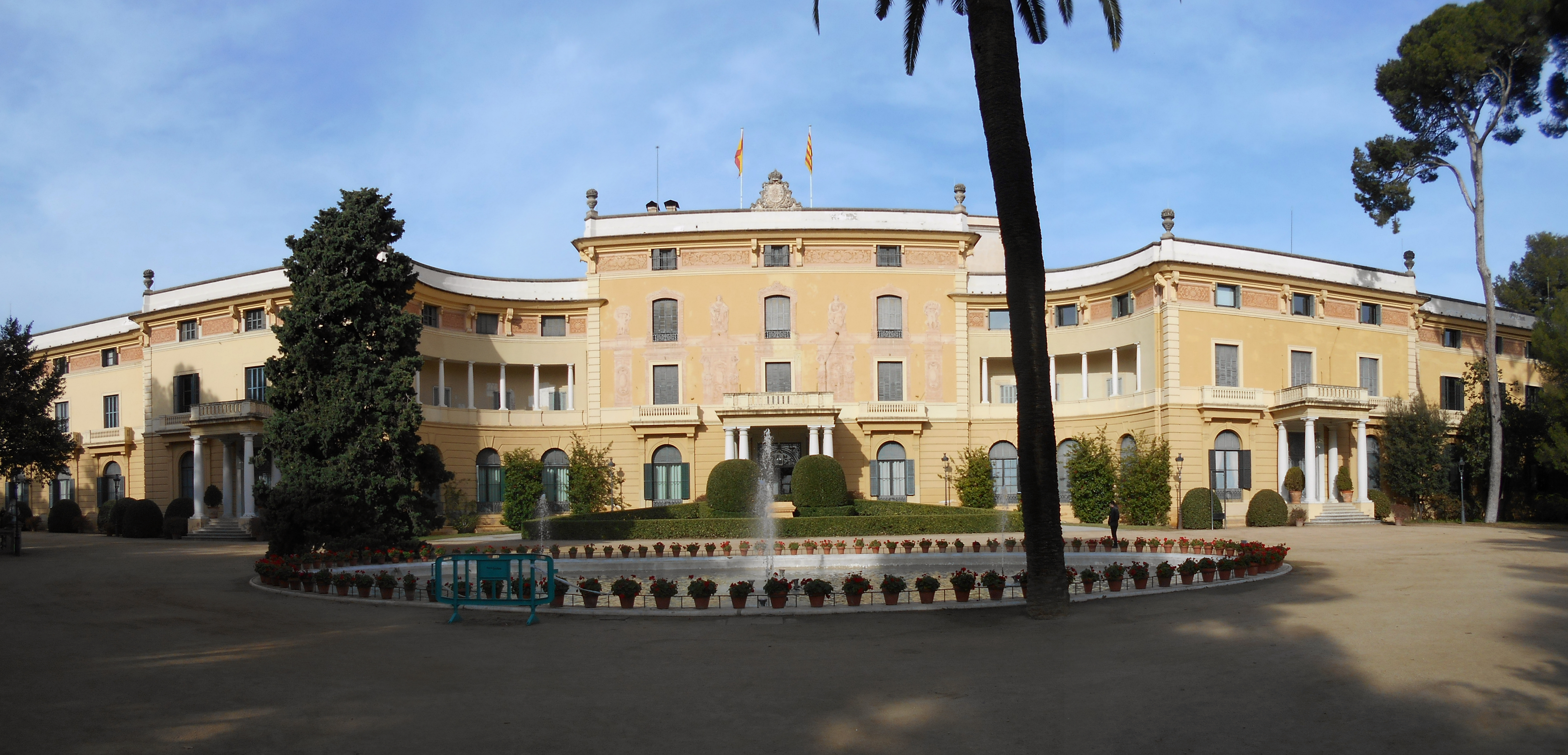
Palacio Real de Pedralbes

Como ocurrió en 1888, la Exposición de 1929 supuso un gran impacto para la ciudad de Barcelona a nivel urbanístico, no solo en la zona de Montjuic, ya que por toda la ciudad se realizaron obras de mejora y acondicionamiento: se ajardinaron las plazas de Tetuán, Urquinaona y Letamendi; se construyó el puente de Marina; se urbanizó la plaza de Cataluña; y se prolongaron la avenida Diagonal hacia el oeste y la Gran Vía de las Cortes Catalanas hacia el suroeste. También se realizaron diversas obras públicas: se mejoró el asfaltado de calles y el alcantarillado, se instalaron lavabos públicos y se sustituyó la iluminación de gas por la eléctrica.
Asimismo, se remodelaron diversos edificios, como el Ayuntamiento —donde Josep Maria Sert pintó el Salón de Crónicas—, la Generalidad —donde se construyó el puente flamígero que cruza la calle Obispo— o el edificio de la Capitanía General de Cataluña. Se terminaron el edificio de Correos y la Estación de Francia, que llevaban varios años en obras. Asimismo, se construyó el Palacio Real de Pedralbes como residencia de la familia real, obra de Eusebi Bona y Francesc Nebot. Durante esa época se construyó asimismo el primer rascacielos de Barcelona, el edificio de Telefónica en la esquina Fontanella/Portal del Ángel, obra de Francesc Nebot.
Por último, se mejoraron las comunicaciones de la ciudad, con la construcción en los años 1920 del aeropuerto del Prat, la supresión de los pasos a nivel dentro de la ciudad, la mejora de los enlaces con los barrios periféricos de la ciudad, el soterramiento del «tren de Sarrià» (Ferrocarriles de la Generalidad de Cataluña), la electrificación de los tranvías públicos y la ampliación de la línea 1 del Metro hasta Sants, conectando en plaza de España con el recinto de la Exposición. Todas estas obras públicas comportaron una fuerte demanda de empleo, provocando un gran aumento de la inmigración hacia la ciudad condal, proveniente de todas partes de España. Asimismo, el aumento de población conllevó la construcción de diversos barrios obreros de "casas baratas", como el Grupo Aunós en Montjuic y los Grupos Milans del Bosch y Baró de Viver en Besós.

## Oferta asociativa

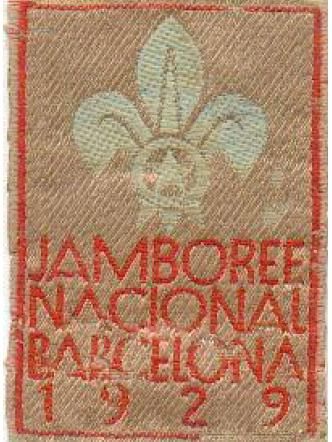
Emblema oficial del Jamboree Nacional de Barcelona de 1929

Los Exploradores de España organizaron un jamboree que se celebró en Montjuic del 21 de agosto al 3 de septiembre, con participación de boy scouts españoles y extranjeros, para aprovechar el impacto cultural que suponía la Exposición Internacional en aquel momento. La participación sumó un total de 2000 muchachos procedentes de 14 países. La gran mayoría de las delegaciones participaron en el Jamboree Mundial celebrado un mes antes en Birkenhead, Inglaterra. Los jefes de los contingentes nacionales fueron agasajados con un lunch ofrecido por el Ayuntamiento de Barcelona durante su visita a la casa consistorial.